# 帶著智慧型手機闖蕩異世界。
《帶著智慧型手機闖蕩異世界。》是冬原帕朵拉（冬原パトラ）創作的日本輕小說作品。由Soto和兔塚英志分別負責作畫和人物原案的漫畫於2016年11月26日發售的日本角川書店雜誌《月刊Comp Ace》2017年1月號開始連載。
由PRODUCTION REED擔任動畫製作的電視動畫於2017年7月11日由日本地區AT-X、東京都會電視台、日本BS放送等電視台播出。
2022年4月15日宣布第二期電視動畫正式開始制作，並於同年7月宣布動畫制作公司更換為J.C.STAFF。
2013年4月開始投稿網站「成為小說家吧」連載的網路小說（作者曾在實體小說第一集後記中透漏，小說內容都是用同一支智慧型手機完成的，未經過電腦）。2015年3月31日決定經由HJ NOVELS出版實體書，插圖由兔塚英志繪畫。2016年5月由東立出版社發行中文版。

## 故事簡介
神明在執行一次任務中搞錯人而不小心殺死了本作男主角望月冬夜，於是作為補償就讓他在異世界復活、提高他的身體能力及令他的智慧型手機可以在異世界使用。冬夜於異世界中與不同人物相遇，每當他人有難時這些人便會拔刀相助，於是解決了一個又一個的危機。

## 登場角色

### 布倫希爾德公國
由雷古路斯皇帝和貝爾法斯特國王各自分割一小塊國土，轉讓給冬夜建立的一個小國，並有兩國擔任其公國的後盾。其名稱來自於北歐神話故事中的女武神「布倫希爾德」。

#### 公王與九位王妃
望月冬夜（聲：福原克己）
本作男主角。布倫希爾德公國的公王，世界神的眷屬，精靈王。冒險者等級為金色，初登場16歲。代表色：白金色(神氣的顏色)。
因為神明的手誤被神雷劈死，所以神明在異世界將他復活並且強化他身體各項的能力，神也允諾在沒有致命傷害的狀況之下冬夜應該是死不了的，也因為身體強化的關係，可使用所有屬性的魔法及所有無屬性魔法，並擁有深不見底的魔力(於小說第五卷得知是神明使用神界的物質修復他的肉體，已經接近神的體質)。
個性爽朗率直，內心善良，因而獲得女角們的好感，但對付反派角色時卻有著施虐倾向的特性（因為過世的祖父曾告訴他：「既然下定決心要打倒對方，就要做得徹底一點」）。由於自己的表兄婚姻被騙最後以悲劇收場，對此產生心理陰影亦使他結婚觀相對保守，堅持滿18歲才願意結婚。
平常以一把貝瑞塔93R全自動手槍為主武器，由於非凡的身手，謙遜的性格，外加解決了不少包括各國相關的重大事件，讓大多數的國王相當敬重。其中包括貝爾法斯與雷古路斯的事件，該國王／皇帝希望冬夜能迎娶一位女兒，但若要如此冬夜就要有相當的地位，因此半逼迫地將他推上王位成為公王，建立布倫希爾德公國。因不斷解決各國的問題與危機，而被各國稱為「調停者」。因弗雷茲大侵襲的事實已確認的關係，而將弗雷茲告知各盟國的領袖，並率領聯合軍抵抗弗雷茲大軍。事件解決後，將成為神明的一員，並與九位未婚妻完婚，未來育一子八女。
銀之鬼武者─白銀
由冬夜所偽裝的鬼武者。在小說第九卷時，為了方便在逸仙或玉龍活動而創造出的身份。後來在小說第十三卷時，賜給了裏世界的龍島上的銀龍。
瑞吉蕾芙（Reginleif）
冬夜的專用福雷姆基亞。屬於新型福雷姆基亞，身軀為帶有金色線條的白色，多樣戰萬能型，全身裝備著水晶裝甲，背後有著彷彿折疊起的翅膀的裝備，可變換成各種武器，其武器可當作手持武器使用，也可當作飛操劍使用。其名稱有著「繼承諸神之人」的意思。
由美娜·艾爾涅雅·貝爾法斯特（Yumina Ernea Belfast，聲：高野麻里佳）
主要女角群之一。布倫希爾德公國的第一王妃，冬夜的第一王妃。蘇西的堂姐，貝爾法斯特王國第一公主(王女)，年齡比冬夜小四歲。代表色：銀色。
武器為弓箭，能使用風、土、暗屬性的魔法。彬彬有禮，完全有著公主的作風，但行動卻很大膽。擁有能看穿他人內心正邪的魔眼，因此初遇冬夜即一見鍾情(在動畫)實際上在小說考慮很多。新娘會議議長，支持並建議冬夜娶多名妻子，在幕後推動且促成其他女角們的表白，未來與冬夜育一子，未來生一子名為：久遠。
布倫希爾德（Brunnhilde）
由美娜的專用福雷姆基亞。屬於新型的福雷姆基亞，身軀為銀色，狙擊戰強化型，強化了遠距離狙擊的能力，其銀色的身軀能夠像變色龍一樣形成保護色，融入週遭環境，隱密性極高。名稱來自理察·華格納的音樂劇《尼伯龍根的指環》當中所登場的九名女武神之一。
其武裝配置遠距離型的狙擊步槍和中距離型的飛操劍。
阿爾卑斯鯨
由美娜專用的福雷姆基亞。新型福雷姆基亞「究極裝甲」之一。與以往的人型不同，為白色鯨魚型的福雷姆基亞。不同於以往的究極裝甲，並非為單兵戰鬥而開發的機體而是作為戰艦來開發的，具備水下作戰能力的同時也能飛行，還能裝備各種武器和搭載福雷姆基亞，可以說是萬能戰艦，起動時需要白色王冠，因此除由美娜外無法駕駛。
露西亞·蕾雅·雷古路斯（Lucia Rea Regulus，声：高木美佑）
主要女角群之一。布倫希爾德公國的第二王妃，冬夜的第二王妃。雷古路斯帝國第三公主(王女)，年齡比冬夜小四歲。暱稱為「露」。代表色：綠色。
在帝國軍事政變之際被冬夜救出，使用雙劍，不具魔法適性，個性較為內向，但同時也有身為公主的堅強性格與行動力，與冬夜相遇被拯救後便喜歡上冬夜，並於政變平復後成為冬夜的第五名未婚妻。有著美麗的銀色長髮。故事後期擅長廚藝，所做的料理連冬夜都讚不絕口。有時對於冬夜隨心所欲的性格苦惱不已，希望他能更沉穩一些，未來與冬夜育一女，未來生一女名為：艾西亞。
瓦爾特洛緹（Waltraute）
露西亞的專用福雷姆基亞。屬於新型的福雷姆基亞，身軀為綠色，游擊戰換裝型，儘管力量和裝甲不如特化型，但由於本身擁有「攻擊者」、「防禦者」、「增幅者」和「投擲者」4種模式，因此能因應各種環境與戰況，變更自身的武裝與戰鬥方式。名稱來自理察·華格納的音樂劇《尼伯龍根的指環》當中所登場的九名女武神之一。
希爾德嘉·米納斯·瑞斯特亞（Hildegard Minas Restia，声：芹泽优）
主要女角群之一。布倫希爾德公國的第三王妃，冬夜的第三王妃。瑞斯特亞騎士王國第一公主(王女)，與八重同年，年齡比冬夜小一歲。暱稱為「希爾妲」。代表色：橙色。
初登場時正在抵禦弗雷茲的侵襲，於苦戰中遇到前來尋找「巴比倫」的冬夜並受到協助。擊退弗雷茲後接受了冬夜所做的水晶劍，因而對冬夜念念不忘。之後以答謝為名跟隨祖父前往布倫希爾德，並成功戰勝其祖父得到嫁給冬夜的認可。在冬夜解決騎士國聖劍事件後便立刻宣布婚約，成為冬夜的第七名未婚妻。劍術高超，甚至能與八重平分秋色。但擅長白刃戰防禦類劍術，此點與八重講究速度和威力的劍術有所不同，不具魔法適應性，未來與冬夜育一女，未來生一女名為：弗麗嘉。
齊格魯娜（Siegrune）
希爾德嘉的專用福雷姆基亞。屬於新型的福雷姆基亞，身軀為橙色，白刃戰重裝型，有著厚重的裝甲，配置了寬大的長劍和巨大的盾牌。名稱來自理察·華格納的音樂劇《尼伯龍根的指環》當中所登場的九名女武神之一。
其特徵於背後有著像是鮫魚般的背鰭。
蘇西·艾爾涅雅·歐爾托林德（Sushie Ernea Ortlinde，聲：山下七海）
主要女角群之一。布倫希爾德公國的第四王妃，冬夜的第四王妃。由美娜的堂妹，公爵千金，年齡比冬夜小六歲。暱稱為「蘇」。代表色：金色
擁有光屬性魔法適應性。說話語氣因模仿其祖母而顯得十分老成。遭到被巴爾賽伯爵僱用的黑斗篷術士襲擊時被冬夜所救。在里聶王國王子事件後向冬夜提出結婚要求，成為冬夜第六名未婚妻，未來與冬夜育一女，未來生一女名為：史蒂芬娜。
奧特琳德（Ortlinde）
蘇的專用福雷姆基亞。屬於新型的福雷姆基亞，身軀為金色，防衛戰武裝型，其裝甲比其它福雷姆基亞更厚，使用奧里哈魯根和晶材的塗層，同時還具有與其它交通工具合體的功能。名稱來自理察·華格納的音樂劇《尼伯龍根的指環》當中所登場的九名女武神之一。
合體過後稱為「奧特琳德·超負荷」，並有著超過30公尺的高度。
翎（Leen，聲：上坂堇）
主要女角群之一。布倫希爾德公國的第五王妃，冬夜的第五王妃。妖精族的領袖。過去被稱為「妖精族之裏的暴力女」，年齡比冬夜大。代表色：黑色。
外表年幼，卻已經活了很長的歲月（自稱612歲），喜歡捉弄人（例如：揉胸）。是魔法天才，擁有四種無屬性的魔法(分別為〈程式〉、〈防護〉、〈傳遞〉和〈探索〉)，且擁有除暗屬性魔法之外的六種屬性。作為魔法教師據說對徒弟十分嚴苛。
個性極為自我，因為覺得待在冬夜身邊很有趣，因此經常更換自身職務(密蘇密多駐貝爾法斯特大使、密蘇密多駐布倫希爾德大使、布倫希爾德王宮魔法師)。在冬夜找到「圖書館」後便向冬夜告白，並在取得新娘議會的認可後，成為冬夜的第八名未婚妻，未來與冬夜育一女，未來生一女名為：庫。
葛琳潔德（Grimgerde）
翎的專用福雷姆基亞。屬於新型福雷姆基亞，身軀為黑色，殲滅戰砲擊型，搭載了格林機關砲和飛彈倉，火力極其凶猛，能在瞬間將鐵機兵打成蜂窩。名稱來自理察·華格納的音樂劇《尼伯龍根的指環》當中所登場的九名女武神之一。
櫻（sakura，声：久保田未梦）
主要女角群之一。布倫希爾德公國的第六王妃，冬夜的第六王妃。魔王國公主(王女)、魔王之女，年齡比冬夜小三歲，看不出情緒的三無少女。代表色：白色。本名是法露涅賽·佛鈕司（Farnese Forneus）。
初登場於第六卷時身負重傷且失去記憶，被冬夜發現後帶回鍊金樓治療。因髮色為櫻花色所以冬夜暫取名為「櫻」，本人似乎也很喜歡這個名字。後續在冬夜協助下找回失去的記憶，得知是魔王與人類庶民的私生女。頭部兩側生有象徵魔王的白銀色雙角，但平時以魔法隱藏。擁有無（「瞬移」）、水、暗三種魔法適應性。喜歡音樂與歌唱，其歌聲美妙讓冬夜稱之為歌姬，並能將歌聲化為力量補助眾人提升能力。對歌詞記憶力超群，就算是沒聽過的語言歌詞也能一次完全記住。在與冬夜查出暗殺自己的幕後黑手後，便在魔王語帶威脅的託付下成為冬夜最後一名未婚妻，但在更早之前就已經獲得新娘聯盟的認可。
對於自己的父親魔王對應相當冷漠，有一部分是對於很久沒過問自己的父親感到不知所措（雖然知道魔王有他的苦衷），但主要是因為魔王的女兒控態度讓她感到不耐煩，未來與冬夜育一女，未來生一女名為：吉野。
羅絲薇瑟（Rossweisse）
櫻的專用福雷姆基亞。屬於新型的福雷姆基亞，身軀為接近白色的淡櫻色，集團戰支援型，能讓櫻在內部唱歌的聲音，轉化成各種增益效果，支援其他人。名稱來自理察·華格納的音樂劇《尼伯龍根的指環》當中所登場的九名女武神之一。
達塔南（Dattanan）
櫻的召喚獸。劍客打扮的貓妖精。被冬夜戲稱為「喵太郎（コタロ，Kotaro）」，櫻也因為叫起來較為順口而跟著如此稱呼，只有菲亞娜會確實叫牠的名字。
起初反對冬夜替他取名字，但得知冬夜是白帝的主人後，便無奈的同意由冬夜取名，最後選擇了由櫻取的「達塔南」作為名字。
一開始被任命為菲亞娜的護衛，但也和其他三位貓妖精（冬夜所召喚）和全鎮的貓咪一起維護布倫希爾德的治安與紀律，深受當地市民的信賴。
琳賽·希爾艾斯卡（Linze Silhoueska，聲：福緒唯）
主要女角群之一。布倫希爾德公國的第七王妃，冬夜的第七王妃。出身於利夫利斯皇國的平民冒險者，艾爾賽的雙胞胎妹妹，年齡比冬夜小兩歲。代表色：藍色。
可使用水、火、光屬性的魔法。個性怕生，但偶爾也會展現出內心的堅強。由美娜後向冬夜告白的第一人（強硬吻了冬夜，冬夜的初吻則是被西絲卡奪走了）。之後在由美娜及翎的協助下得知冬夜的心意，進而成為冬夜的第二名未婚妻。在咖啡廳「月讀」開張後，似乎顯露出對BL的嗜好（腐女）。此外還有編織衣物和玩偶的興趣，未來與冬夜育一女，未來生一女名為：琳娜。
荷姆薇潔（Helmwige）
琳賽的專用福雷姆基亞。屬於新型福雷姆基亞，身軀為藍色，空中戰可變型，可變形成戰鬥機，並在空中作戰。名稱來自理察·華格納的音樂劇《尼伯龍根的指環》當中所登場的九名女武神之一。
艾爾賽·希爾艾斯卡（Elze Silhoueska，聲：內田真禮）
主要女角群之一。布倫希爾德公國的第八王妃，冬夜的第八王妃。出身於利夫利斯皇國的平民冒險者，琳賽的雙胞胎姐姐，年齡比冬夜小兩歲。對自己的胸部比妹妹小，以及因為個性經常被當成男人看待而有著自卑感。代表色：紅色。
可使用無屬性的魔法「增強體力」。兩手裝備著臂鎧戰鬥的冒險者，與妹妹個性不太相同，大方外向，戰鬥時像男人般強而有力（曾在不使用魔法的情況下把冬夜擊暈），但私下有時也會露出少女羞澀的樣貌。與八重一同向冬夜發出挑戰，贏得勝利後向冬夜告白，並與八重同為冬夜第三名未婚妻。屬於動口前先動手的類型，後來成為武神的弟子，未來與冬夜育一女，未來生一女名為：艾爾娜。
潔希德（Gerhilde）
艾爾賽的專用福雷姆基亞。屬於新型的福雷姆基亞，身軀為紅色，格鬥戰突撃型，搭載冬夜原世界的工地用設施「打樁機」的衝擊錐，可在出拳擊中敵方的同時打出，進而造成更進一步的破壞。其名稱來自理察·華格納的音樂劇《尼伯龍根的指環》當中所登場的九名女武神之一。
為最初完成的女武神系列機體。
九重八重（聲：赤崎千夏）
主要女角群之一。布倫希爾德公國的第九王妃，冬夜的第九王妃。來自逸仙的江戶武士，年齡比冬夜小一歲。代表色：紫色。
性格認真，修行時也拼盡全力，似乎很喜歡小孩，有點天然呆。據冬夜目測，胸圍應該是所有冬夜未婚妻中最大的。很能吃。與艾爾賽一同向冬夜發出挑戰，贏得勝利後向冬夜告白，並與艾爾賽同為冬夜的第三名未婚妻。因不斷吸收其它流派的劍術及招式，實力已超越了戰鬥教官山縣政景，卻也因此偏離了原本的九重真鳴流，未來與冬夜育一女，未來生一女名為：八雲。
和同為練劍的希爾妲感情很好，常常和她、艾爾賽和騎士團團員一起接受劍神的訓練。
史維特萊德
八重的專用福雷姆基亞。屬於新型的福雷姆基亞，身軀為紫色，白刃戰輕裝型，盔甲造型與日本武士盔甲相似，頭盔設計參考自伊達政宗的頭盔，其武裝配置了水晶大太刀和脇差，並安裝了推進裝置，能在極高速移動的同時用拔刀術切開對手。其名稱來自理察·華格納的音樂劇《尼伯龍根的指環》當中所登場的九名女武神之一。

#### 召喚獸之四神獸
暗屬性召喚魔法中，可召喚的最強的四大魔獸。除了纏繞在珊瑚身上的黑曜之外，其餘都是雌性。
琥珀／白帝（聲：甲斐田幸）
冬夜的召喚獸之一，是四神獸之一，其名為「西方與大道的司掌者」。
起初小看冬夜，隨即因冬夜壓倒性（近乎神族）的魔力而馴服，冬夜替牠取名為琥珀，訂下契約，平常以縮小版（可愛版）的型態與冬夜一行人生活，被女角們稱作是吉祥物，所有哺乳類動物皆是其眷屬。
在未來由於冬夜與冬夜的妻子們的工作過於繁忙，無暇教育冬夜與冬夜的妻子們之間的孩子，因此教育孩子們的工作就落在牠身上。
動畫版中被冬夜、八重和夏洛特勒得臉色發青。還曾一度被艾爾賽等人誤認成貓。
可魯貝洛斯
「白帝」的眷屬之一。黑色的三頭巨犬，又被稱作「地獄看門犬」。於帝國軍事政變時被冬夜召喚出，後來布倫希爾德公國建立後，被冬夜送入城堡內的庭園擔任看門犬。平常的狀況下，體型和一般的狗差不多，一旦進入戰鬥狀態，其體型會變得比獅子大上一圈。
使魔貓
「白帝」的眷屬之一。於布倫希爾德公國招募騎士團時被冬夜召喚出來，以進行第一階段的報名者審查，藉此找出「不適合成為騎士團成員的人」。
黒曜&珊瑚／玄帝（聲：二又一成〈黑曜〉、松井菜櫻子〈珊瑚〉）
冬夜的召喚獸之一，四神獸之二，其名為「北方與高山的司掌者」。
由於「巴比倫」其中之一深藏在海底而藉由琥珀協助下被召喚出來的神獸。原型為一條漆黑的大蟒蛇和一隻巨大的烏龜，據琥珀表示「兩個在一起才能稱為玄帝」。初登場非常看不起冬夜而發出挑戰，卻被冬夜以極為不人道的方式(無限輪迴滑倒翻轉)擊敗並投降。於是大蛇取名為黑曜、巨龜取名為珊瑚。
擅長防禦和水魔法，據說連龍的一擊都能擋下，具備讓人在海底也可以呼吸的防護能力。而鱗甲類、爬蟲類、水族動物皆為其眷屬。
紅玉／炎帝（聲：桑島法子）
冬夜的召喚獸之一，四神獸之三，其名為「南方與湖畔的司掌者」。
為了能掌握「巴比倫」的情報而藉由琥珀、黑曜及珊瑚的力量所召喚而出。與其他好戰的神獸不同，個性最為冷靜沉穩。初登場即被冬夜身為其他神獸的主人身分所震驚，並判斷與冬夜挑戰也是多餘，於是自行提出與冬夜簽訂契約，並由冬夜取名為紅玉。
擅長火系魔法，由於鳥類動物皆是其眷屬，因此無論是「巴比倫」或是其他冬夜需要的情報都能很快掌握。
琉璃／蒼帝
冬夜的召喚獸之一，四神獸之四，其名為「東方與大河的司掌者」。
為瞭解龍族突然失控襲擊人類村莊的原因而藉由琥珀、黑曜、珊瑚以及紅玉的力量所召喚。個性極為自傲，與琥珀感情非常不好。對冬夜自身的力量感到疑惑，詢問時被琥珀慫恿而向冬夜提出挑戰，結果卻被冬夜強大的魔法能力制服，在即將失去意識之際投降，並由冬夜取名為琉璃而訂下契約。
擅長風魔法，所有龍族皆為其眷屬。
紅龍（聲：柴田秀勝）
「蒼帝」的眷屬之一。負責統治聖域。
黑龍
「蒼帝」的眷屬之一。因為了找樂子而襲擊耶爾多村，最後被冬夜所殺。
海龍
「蒼帝」的眷屬之一。棲息在伊古瑞特王國近海，並被伊古瑞特居民視為守護神。
據說約100年前曾協助伊古瑞特擊退過桑德拉王國。

#### 冬夜的孩子們
冬夜和妻子們在未來所生的子女，因為被捲入「次元震」的緣故陸續回到過去。年齡為回到過去時當下的年齡。每個人都是銀等以上的冒險者，且至少都能使用一種無屬性魔法，由於父親與母親們的工作過於繁忙無暇照顧孩子，因此孩子們自小在琥珀的教導下長大。
八雲
父王冬夜與母妃八重的女兒，布倫希爾德公國大公主(王女)，排行第一，11歲。個性認真。已經是金等冒險者。宣稱不會嫁給比自己還弱的人。最早出現是在冬夜等人觀看「觀測未來的寶玉」時顯現在寶玉的影像之中。
熱愛修行。冬夜的兒女中因為次元震第一個回到過去的，卻要在羅德梅雅聯邦一帶修行後才會到布倫希爾德，因此在到了布倫希爾德後因擅自亂跑而被母親八重打屁股。
會使用「傳送門」。
弗麗嘉
父王冬夜和母妃希爾妲的女兒，布倫希爾德公國二公主(王女)，排行第二，11歲。已經是金等冒險者。對有關的武器事情都非常有興趣，只要是沒見過的武器就會想一探究竟。
是名認真的騎士，但根據庫所言個性有些奇怪。
會使用「力量提升」、「儲藏」。
庫
父王冬夜和母妃翎的女兒，布倫希爾德公國三公主(王女)，排行第三，10歲。個性和母親如出一轍的鬼靈精怪。是冬夜的兒女中第一個和冬夜見面的。
專攻魔工學，在當時已經是巴比倫博士和愛爾卡技師的助手，並協助騎士戈侖的整備。製作了一個外型類似波拉，名為「帕拉」的戈侖。
會使用「海市蜃樓」、「創造型體」、「附魔」、「程式」。
吉野
父王冬夜和母妃樱的女兒。布倫希爾德公國四公主(王女)，排行第四，9歲。喜欢唱歌和弹奏乐器。斥責別人時與外祖母菲亞娜十分相似。
會使用「瞬移」、「吸收」、「反射」。
艾西亚
父王冬夜和母妃露的女兒，布倫希爾德公國五公主(王女)，排行第五，大約7.8歲。個性上在特定狀況時會為了達到目的不擇手段，而造成其他人麻煩，最早出現是在冬夜等人觀看「觀測未來的寶玉」時顯現在寶玉的影像之中。
喜欢冬夜比喜歡露多，厨藝相當的好，剛出場時還跟露對決厨艺。
會使用「搜索」、「瞬间取物」。
艾爾娜
父王冬夜和母妃艾爾賽的女兒，布倫希爾德公國六公主(王女)，排行第六，7歲。討厭戰鬥。
會使用「多重魔法」、「復甦」、「增強體力」。
琳娜
父王冬夜和母妃琳賽的女兒，布倫希爾德公國七公主(王女)，排行第七，7歲。常常和亞莉絲一起戰鬥。
會使用「重力」、「盾牌」。
久遠
父王冬夜和母妃尤美娜的兒子，布倫希爾德公國王子，布倫希爾德公國未来的公王，排行第八，6歲。個性與父親冬夜如出一轍，做事不夠嚴密。與冬夜一樣經常被捲入各式各樣的事態。拥有「滑動」和「麻痹」的无属性魔法 和 「七色的魔眼」 。
綠色「臣服的魔眼」:能令動物、魔獸服從的魔眼。
黃色「固定的魔眼」:阻止物體動作的魔眼。
青色「消散的魔眼」:使魔法無效的魔眼。
白色「看穿的魔眼」:能讀取他人的善惡的魔眼。
紅色「壓毀的魔眼」:破壞物質的魔眼。
橙色「預見的魔眼」:預測未來的魔眼。
紫色「蠱惑的魔眼」:能展現幻覺的魔眼。
因為被捲入「次元震」的緣故回到過去並在返回布倫希爾德旅途中來到精靈村，得到一把會說話的和改變外型名為無限·席爾瓦的魔劍，其實它是古代型「王冠」系列的銀色戈倫。
史蒂芬妮
父王冬夜和母妃蘇的女兒，布倫希爾德公國八公主(王女)，排行最小，5歲。暱稱為史蒂芙。個性魯莽、自由奔放。拥有「监牢」和「加速」的无属性魔法。古代型「王冠」系列的金色戈倫的持有者。

#### 公國相關者
波拉（Paula）
翎使用無屬性魔法〈程式〉製造出來，會像活物一樣動的小熊布偶，冬夜曾數度讚嘆（吐槽）其"出神入化"的行動方式。
萊姆（Laim，聲：西村知道）
望月家的管家。原本負責照顧貝爾法斯特國王陛下。與雷姆為兄弟。在國王授意下來到冬夜宅邸並要求任職，其目的為保護由美娜。布倫希爾德公國建國後仍任職管家。
拉琵絲（Lapis，聲：茜屋日海夏）
望月家的女僕之一，布倫希爾德公國建國後任職女僕長。
女僕公會公認的認真女僕，實際是保鏢，貝爾法斯特王國國王的直屬情報員，目前暗中保護由美娜公主。曾被冬夜在密蘇密多王國時，不知其身份的情況下摸過胸部。當貝爾法斯特王國宣佈由美娜與冬夜的婚約後，辭去情報員的職位，專心擔任布倫希爾德公國的女僕長。曾被希爾德嘉的祖父襲擊過。
賽希爾（Cecile，聲：米澤圓）
望月家的女僕之一，布倫希爾德公國建國後仍任職女僕。巨乳(據冬夜描述，胸部尺寸不是巨乳，而是爆乳的程度)，擅長投擲小刀。
女僕公會公認的悠哉女僕，實際是保鏢，貝爾法斯特王國國王的直屬情報員，目前暗中保護由美娜公主。當貝爾法斯特王國宣佈由美娜與冬夜的婚約後，辭去情報員的職位，專心擔任布倫希爾德公國的女僕。
弗利歐（Julio）
望月家的園丁。克蕾兒的丈夫。萊姆友人的兒子。布倫希爾德公國建國後仍任職園丁。
克蕾兒（Claire）
望月家的廚師。弗利歐的妻子。布倫希爾德公國建國後任職廚師長。據說布倫希爾德公國建國前，在某位大貴族的廚師底下修行。
玲寧（Renne，聲：青山吉能）
望月家的女僕之一，在布倫希爾德公國建國後仍任職女僕，並以通過女僕工會測驗為目標而努力。初登場8歲，擁有帝國貴族血統。
初登場因盜竊冬夜錢包而被追上(動畫無此劇情)，當時玲寧正被其他小偷刁難並差點被切斷手指。被冬夜解救後得知母親早已病故，而父親在一年前接下討伐委託後失去音訊，並在偶然下被扒手婆婆傳授竊盜技巧，不得以的情況下才必須竊盜維生。
而後在冬夜的提議下在宅邸任職女僕。其身分為雷古路斯帝國古老貴族「利埃特」家的後裔，但父親從未提及(可能也不清楚)，所以自己也不知情，直到帝國發生政變時才偶然得知其身分。所戴的項鍊鑲有風魔石，且刻有獅鹫獸和盾，雙劍與月桂樹，只有利埃特家族血脈才能發動並保護自己，也是身分的證明。但最後仍以自身意志選擇留在冬夜及眾人身邊。
在未來成為女僕長，個性也變得嚴謹。
高坂政信（聲：樫井笙人）
布倫希爾德公國宰相。原為神國逸仙出身，原武田四天王的一人。是一個快樂的人，冬夜的顧問。
因為武田後主的無能導致武田勢力滅亡，在透過椿交涉後與其他四天王來到布倫希爾德公國任職。在建國初期給予冬夜相當多重要的提議，但仍然會對冬夜偶爾不妥的行為進行說教。
曾因玉龍多次做出卑鄙行為，侵略其它國家而反對冬夜率軍救援被大量弗雷茲攻擊的玉龍，後來被馬場說服並同意救援行動。
莉波（Ripple）
原本只是被博士存放在「倉庫」的畫框，後來因「倉庫」的管理者的過失而流落到帝國。因內部被人放入畫像而有了自我意志，並能使用魔法。曾被裝飾在一座城堡內，並在後來得知是該座城堡內四位領主離奇死亡的主因。最後被冬夜帶回布倫希爾德公國內裝飾。
由於原本裝飾她的城堡名叫「里波城」，所以冬夜給她命名為「莉波」，現為布倫希爾德公國的監視系統。
因被冬夜放入其它畫像的緣故，其形象從二十多歲的大胸女性，改為有著粉桃色秀髮、年紀在十五到二十之間的少女。

#### 公國騎士團
「布倫希爾德騎士團」由冬夜為了維護公國秩序而建立的騎士團，由於其水晶般透明的劍與盾，而又被稱為「水晶騎士團」。其內部又分為：負責收集情報的「情報部隊」、負責守衛城堡的「守衛部隊」、負責巡邏城鎮的「巡邏部隊」和負責土地開發及建設的「開拓部隊」。
雷英·尼德蘭（Lain Netherland，聲：平山笑美）
布倫希爾德公國騎士團－團長。兔之獸人少女。原為密蘇密多戰士團團員，其靈敏的聽覺與資質在戰士團頗受重視。
因得知冬夜等人僅以四人之姿打敗黑龍後大受感動，在布倫希爾德公國建國後便立刻請求翎協助其辭職，並帶領到布倫希爾德公國任職，隨後被眾人推舉為騎士團團長，坐騎為冬夜所召喚的飛馬。
由於其中性的打扮與相貌，曾被冬夜誤認成少年。
黛安娜（Diana）
雷英的坐騎。由冬夜於建國初期所召喚出的白色飛馬。
光輝伯爵（Brilliant Earl）
由冬夜配置給雷英的指揮官型福雷姆基亞————「巴倫騎士」，只是把其黑色的身軀換成白色，並在肩膀上刻兔子紋章，還配置了一把弗雷茲製騎士劍。
馬場信晴（聲：濱田賢二）
布倫希爾德公國騎士團－御用顧問。原為神國逸仙出身，武田四天王之一，善使長槍。因為自認個性無法擔任騎士團團長而推辭，雖然是冬夜的下屬仍以「改不了習慣」為由繼續稱呼冬夜為「小子」，但本人表示在公開場合會稱呼冬夜「陛下」。
山縣政景（聲：伊藤健太郎）
布倫希爾德公國騎士團－戰鬥教官。原為神國逸仙出身，原武田四天王的一人，善使大劍。根據小說版描述為滿身傷痕的霸氣模樣（但動畫版卻不同），與馬場一樣自認個性無法勝任騎士團團長一職而推辭。原本直接稱呼冬夜的名字，在布倫希爾德公國建國後改稱冬夜「大將」。

##### 守衛部隊
諾爾·西伯利亞（Norn Siberia→Nore Siberia）
布倫希爾德騎士團—副團長。狼之獸人少女。密蘇密多王國護衛士兵隊長加崙的妹妹。布倫希爾德公國建國後隨雷英一同前往布倫希爾德公國任職，隨後被冬夜任命為騎士團副團長，坐騎為冬夜所召喚的飛馬。原名諾崙（ノルン），後來因為和黑色王冠的擁有者諾倫同發音而改名諾爾。
安（Ann）
諾爾的坐騎。由冬夜於建國初期所召喚出的白色飛馬。
藍月（Blue Moon）
由冬夜配置給諾爾的指揮官型福雷姆基亞————「巴倫騎士」，只是把其黑色的身軀換成藍色，並在肩膀刻了狼的紋章。
麗貝卡（Rebecca，聲：布萊德庫特·莎拉·惠美）
冒險者，階級不明。初見於小說第四集，帶著一群奴隸前往其他國家時被沙蟲襲擊，後來被冬夜所救並帶回貝爾法斯特王國。夢想加入騎士團，在得知布倫希爾德公國招募騎士團成員的消息後，即刻前往布倫希爾德公國參加選拔，最後成功加入布倫希爾德公國騎士團，並成為守衛部隊隊長。

##### 巡邏部隊
尼可拉·史托蘭德（Nikola Strand）
布倫希爾德騎士團—副團長。狐狸獸人少年。密蘇密多王國大使歐莉嘉·史托蘭德的堂弟。有輕微的懼高症。布倫希爾德公國建國後隨雷英一同前往布倫希爾德公國任職，隨後被冬夜任命為騎士團副團長，坐騎為冬夜所召喚的獅鷲。
約翰（John）
尼可拉的坐騎。由冬夜於帝國軍事政變時，所召喚出的獅鷲。
羅根（Logan，聲：駒田航）
冒險者，階級不明。初見於小說第四集，帶著一群奴隸前往其他國家時被沙蟲襲擊，後來被冬夜所救並帶回貝爾法斯特王國。為取得穩定的工作而前往布倫希爾德公國參加騎士團選拔，最後成功加入布倫希爾德公國騎士團，並成為巡邏部隊隊長。
蘭特斯·譚拔士（Lantesi Tanbashi）
騎士王國瑞斯特亞出身，是下階貴族的三男。在暗戀美夏。個性嚴肅，警惕性很高，統率能力也相當強，能活用臨時湊合的隊伍中每個人的能力對抗強敵，卻又不忘警戒四周。最後成功通過選拔，成為騎士團成員，並被冬夜分發至巡邏部隊。

##### 情報部隊
椿（聲：小林優）
布倫希爾德公國騎士團－情報部隊、諜報機關長。原為神國逸仙出身，原武田四天王、高坂政信從屬下的女忍者。用的是忍術。
曾被翎揉胸過，但後來因翎的誤導以為是冬夜所為。
布倫希爾德公國建國前，因高坂政信預料到武田即將滅亡，而提前將她解僱。最後帶著族人加入布倫希爾德公國，並成為布倫希爾德公國建國初期的居民。
猿飛焰
椿推薦的忍者，逸仙出身。猿飛左助的女兒。擅長體術。一頭短髮，開朗有精神的少女，擁有特化視覺的「遠程感知」的魔眼。最後成功通過選拔，成為騎士團成員，並被冬夜分發至情報部隊。
霧隱雫
椿推薦的忍者，逸仙出身。霧隱彩藏的女兒。擅長隱身術和變裝術。一頭長髮，給人穩重冷酷印象的少女。最後成功通過選拔，成為騎士團成員，並被冬夜分發至情報部隊。
風魔凪
椿推薦的忍者，逸仙出身。風魔孤太郎的女兒。擅長投擲術。一頭微捲的中長髮的少女，儘管看起來有些呆樣，但腳程極快。最後成功通過選拔，成為騎士團成員，並被冬夜分發至情報部隊。

##### 開拓部隊
內藤正豐（聲：岸尾大輔）
布倫希爾德公國騎士團－開拓部隊、農業與建設機關長。原為神國逸仙出身，原武田四天王的一人，善使兩把短劍。被冬夜形容為「像是即將面臨解僱的窗邊族社員」，時時刻刻擺出一副無關緊要的笑容，其輕浮的態度讓馬場也忍不住嘆氣，但對於土地開發與建設卻相當有一套。
拉克榭（Laxey）
植物女妖。魔王國賽諾亞斯出身。為了融入人類的生活而前往布倫希爾德公國參加騎士團選拔，最後成功通過選拔，成為騎士團成員。似乎是因為植物女妖屬於植物類魔族的關係，常在放假時協助農業工作，也因此被冬夜分發至開拓部隊。
卡隆（Kalong）
個性有些懦弱的少年，但由於是藥師出身，經常出入森林，因此很清楚森林中的可食用植物與其特性。最後成功通過選拔，成為騎士團成員，並被冬夜分發至開拓部隊。

##### 其他騎士
沙姆薩
食人魔。為了融入人類的生活而前來布倫希爾德公國參加騎士團選拔，最後成功通過選拔，成為騎士團成員。由於食量是其他人的三倍，因此獲得騎士團顧問的許可，兼職其它份工作，以換取餐費。
勒蘇德（Rethoed）
吸血鬼，貴族血統。魔王國賽諾亞斯出身。為了融入人類的生活，以及脫離家族獨立生活而前往布倫希爾德公國參加騎士團選拔，最後成功通過選拔，成為騎士團成員。
愛吃大蒜料理，不怕太陽、十字架和銀製品，除了不喜歡血之外，其餘部分與其他吸血鬼無異。
繆雷特（Mulette）
蛇妖，是莎雷特的雙胞胎姊姊。魔王國賽諾亞斯出身。為了融入人類的生活而前往布倫希爾德公國參加騎士團選拔，最後成功通過選拔，成為騎士團成員。
莎雷特（Charette）
蛇妖，是繆雷特的雙胞胎妹妹。魔王國賽諾亞斯出身。為了融入人類的生活而前往布倫希爾德公國參加騎士團選拔，最後成功通過選拔，成為騎士團成員。
絲碧卡·菲涅爾（Spica Frennel）
黑暗精靈。魔王國賽諾亞斯出身。與勒蘇德同樣屬於賽諾亞斯的貴族。輔佐魔王的五大貴族之一，其家族是被稱為「盾」的王家護衛，據說魔王國的每一位王室成員身邊都會跟著一個菲涅爾家的護衛。
在外旅行時，因感染致命的「魔硬病」而被櫻發現，並得到冬夜的治療，最後為了報答冬夜的救命之恩，而加入布倫希爾德騎士團。
在櫻想起記憶時，表示自己其實是櫻的直屬護衛，卻因遭遇暗殺時並未盡到護衛本分，在誤以為櫻已死亡時陷入低潮，但在得知暗殺者來自玉龍後，卻因第一次弗雷茲大侵襲而失去復仇對象，在得知櫻並未死亡後，與冬夜和櫻返回家鄉，並在父母的同意下，以布倫希爾德騎士團團員的身份，繼續護衛櫻的任務。

#### 城下町居民
美夏（Micah，聲：原紗友里）
里佛雷特鎮上的旅社「銀月」的看板娘。後來在冬夜的邀請下，成為布倫希爾德公國「銀月」2號店的店主。完全沒意識到蘭特斯暗戀自己一事，直到被冬夜點醒才察覺。
愛兒（Aer，聲：吉岡茉祐）
里佛雷特鎮上的咖啡店「帕倫多」的店主。後為布倫希爾德公國「帕倫多」2號店的店主。
芙樂（Fleur）
原本是里聶王國假王子沙布的奴隸，初登場後沒多久便被冬夜救下並送往布倫希爾德公國，在里聶王國王子事件結束後，以家鄉被盜賊摧毀，自己也不願留在里聶王國等原因待在布倫希爾德公國，最後在冬夜的推薦下，被美夏僱用，並在之後成為「銀月」2號店的廚師。
菲亞娜（Fianna）
櫻的母親。費爾森王國出身。
原本誤以為櫻已經死亡而臥病在床，因櫻的出現而恢復活力，後來受到冬夜的邀請而前往布倫希爾德，並在之後擔任學校校長。
在臨走前用半強硬的態度說服魔王把櫻嫁給冬夜。
是少數用喵太郎的本名「達塔南」稱呼他的人。
露娜．多里亞斯特
紫色王冠的擁有者。因為紫色王冠的副作用經常陷入瘋狂而被稱為「瘋狂淑女」。
後來闖入冬夜的城堡被諸刃和狩奈擊敗後被捕，被冬夜大幅削弱近乎不死的再生能力，僅留下了治癒小傷口的能力，同時也取回理性。
戰後定居於公國的城下町，被菲亞娜錄用成為學校的職員。

#### 冒險者分部
蕾莉夏·米蓮（Rerisha Mirian）
精靈族女性。布倫希爾德公國冒險者分部的分部長，公會總長之一。初見於小說第六集。要求在布倫希爾德公國建立冒險者分部，並委託冬夜討伐出現在萊爾王國的巨獸。
當冬夜打倒巨獸後，被冬夜告知水晶魔物「弗雷茲」的真相，並為了避免造成恐慌，而將其情報封鎖在公會的幹部階層。
小說第七集時，因玉龍毀滅的關係而確認了弗雷茲大侵襲的事實後，將弗雷茲的存在與弱點公開，以應付之後出現的弗雷茲。
小說第八集時，把有著3座地下城，並位於桑德拉王國附近的無主島嶼讓渡給布倫希爾德公國，讓冬夜在島上和冒險者公會之間設立傳送門，藉此提升公國的冒險者人數和繁榮程度。
米莎（Misha）
貓獸人女性。目前在布倫希爾德公國內的冒險者公會擔任櫃檯小姐。
傑斯汀·帕拉列克斯（Justin Paralex）
冒險者，階級不明。有著茶色短髮和榛色眼睛的男子，年齡大約21、22歲。由於父親被崔朝華殺死，所以與蓮月和索妮亞一同前往玉龍，意圖對崔朝華復仇，卻被黃金結社擋下，後來在冬夜的幫助下成功復仇，最後選擇在布倫希爾德的冒險者公會停留。

#### 恩德一行人
恩德/恩德繆昂（Ende，聲：內田雄馬）
一頭白髮的迷之少年，打扮為白圍巾，黑外套及黑褲，自稱「流浪者」，持有古代貨幣，並擁有一擊解決古代魔物的異樣實力，且知曉世界的秘密。
曾在沙漠輕鬆打倒冬夜一行人無法對付的「弗雷茲」（一種古代魔獸，曾摧毀五千年前的古文明，卻突然集體消失）。
小說第七集時，用三枚封印「弗雷茲之王」聲音的載玻片和冬夜換到了一架高機動性的福雷姆基亞—「龍騎士」和兩把龍騎士專用的弗雷茲製小太刀。
根據小說第九卷中他本人的自白，他似乎認識蕾吉娜·巴比倫博士，推測可能協助過巴比倫博士對抗弗雷茲。
之後因為一前串的事件失去意識和記憶後，連同龍騎士被托里漢神帝國的元老院院長控制並攻擊冬夜一行人，被冬夜壓制住後被送去讓梅兒恢復記憶並一起被軟禁在巴比倫（之後獲準離開），後來和艾爾賽一起成為武神的弟子，並協同梅兒等人一起對抗敵對的弗雷茲。
目前和冬夜算是酒友關係。已在冒險者公會取得銀等。
小說22集已經提到和梅兒結婚一事，並在不久遇到因為次元震回到過去的女兒亞莉絲。未來在其他的冒險者公會擔任總長。
龍騎士
恩德的專用福雷姆基亞。武器為劍。在梅兒加入後駕駛艙被改造為複座式。
梅兒（Meier）
弗雷茲的女王。愛著恩德，但因恩德無法在同一個世界久留，而打算和恩德一同離開，卻遭到大部分近臣的反對，因此指名繼承者之後便馬上與恩德離開所屬世界。
小說第十四卷正式登場，因轉移到亞瑪多體內而被冬夜發現，在被冬夜移除後顯現真實姿態，但並未攻擊冬夜，並自願讓冬夜軟禁在巴比倫當中，後來和恩德重逢。之後在冬夜的神氣下封住共鳴聲，並用魔道具讓其外表看起來成為人類的姿態，和恩德、涅伊、麗絲等人在城下町生活。雖然不需要進食，但是很喜歡吃東西。
在恩德與弗雷茲的戰爭中原本只靜靜擔任旁觀者，但因為對方偏離了他們的道路因此親自處決。
小說22集已經提到和恩德、涅伊、麗絲結婚一事，並在不久遇到因為次元震回到過去的女兒亞莉絲。
涅伊（Ney）
支配種，人型弗雷茲，弗雷茲之王的近臣之一。與恩德的感情非常差，於小說第九卷登場，並從與恩德的對話中推測，王離開他們可能是因為恩德的關係。
反對王離開的近臣之一。小說第十五卷再次登場，並因冬夜的關係與梅兒重逢，但因自己身為弗雷茲的關係，與梅兒、恩德和麗絲一同軟禁在巴比倫當中。後來同梅兒封住共鳴聲並戴了冬夜給予的魔道具後和梅兒等人一起生活在城下町，並參與對抗弗雷茲的戰爭。一樣很喜歡吃東西。
小說22集已經提到和梅兒結婚一事。
麗絲（Lisi）
支配種，人型弗雷茲，弗雷茲之王的近臣之一。於布倫希爾德公國現身，卻無意與當地人交戰，請求冬夜協助帶回恩德，並表示除非冬夜打算破壞王的核心，否則自己不會介入人類與弗雷茲間的戰爭。
小說第十五卷再次登場，並因冬夜的關係與梅兒重逢，但因自己身為弗雷茲的關係，與梅兒、恩德和涅伊一同軟禁在巴比倫當中。後來同梅兒封住共鳴聲並戴了冬夜給予的魔道具後和梅兒等人一起生活在城下町，並參與對抗弗雷茲的戰爭。一樣很喜歡吃東西。
小說22集已經提到和梅兒結婚一事。
亞莉絲特拉
恩德和梅兒在未來的女兒，暱稱「亞莉絲」。因為次元震和冬夜的兒女們一起回到過去，6歲。雖然擁有弗雷茲的特性，但是本質上是如同一般人類的小孩。個性有點冒失卻不失活潑。
是名武鬥士，由於恩德在其他的冒險者公會擔任總長因此常晚歸，因此主要由艾爾賽指導。因為有弗雷茲的特性，故戰鬥中也會使用母親梅兒的招式。
對冬夜唯一的兒子有好感，在由美娜的建議下接受淑女教育。在舞蹈、禮儀、交涉術、廚藝方面獲得由美娜、露西亞、希爾妲、蘇等王妃們的好評。

#### 巴比倫空中要塞
由巴比倫博士所創造共有九處(每個巴比倫都具有自己的特殊能力)，是浮在空中的空島，經過隱藏無法發覺。若要前往必須找出隱藏的傳送門，且輸入全屬性的魔法。(須來自同一人魔力)每個空中要塞皆有管理者，是由博士混合了魔法與機械而創造出的生命體(人造人)，全部都擁有博士的怪異人格並以數字編號，且管理者們全員都是女性。
蕾吉娜·巴比倫（Regina Babylon，聲：壽美菜子）
古代文明的天才女博士。是一個變態，也是福雷姆基亞開發者。將自己的腦移植進機械編號29號的人造人肉體，經過5000年的時間藉由冬夜的魔力而甦醒。得知冬夜是來自異世界的人後，打算嫁給冬夜，卻遭到冬夜的九名未婚妻的強烈反對，因此以冬夜的情人自稱。
弗蘭西絲卡（Francesca，聲：大久保瑠美）
巴比倫的遺產，機械編號23號。「庭院」管理者。暱稱是「西絲卡」。繼承博士的桃色思想。認證冬夜為吾主後的裝扮為女僕服。
「庭院」功能為特殊草藥，每種草藥都有特殊能力。傳送門位於逸仙深海龍宮的海底，目前已將「庭院」所有權轉交給冬夜，目前已認證冬夜為吾主，是第一個認證冬夜為吾主的巴比倫。認證方式為「讓對方看到自己的內褲，不被野獸化」，之後為將「庭院」的所有權轉讓給冬夜而強吻冬夜，進而得到冬夜的遺傳因子，動畫中冬夜的初吻就這樣獻出給西絲卡。
海洛賽塔（High Rosetta，聲：朝日奈丸佳）
巴比倫的遺產，機械編號27號。「工房」管理者。暱稱是「洛賽塔」繼承了博士的實驗精神。以「小生」作為第一人稱。認證冬夜為吾主後的裝扮為作業服。
目前已將「工房」所有權轉交給冬夜，傳送們位於拉比沙漠的深淵。是第二個認證冬夜為吾主的巴比倫。認證方法為「待在原地不動的狀況下，猜出所穿的內褲顏色」。
貝爾芙蘿拉（Bell Flora，聲：金元壽子）
巴比倫的遺產，機械編號21號。「煉金樓」管理者。暱稱是「芙蘿拉」。認證冬夜吾主後的裝扮為護士服和白色長筒襪。
目前已將「煉金樓」的所有權轉交給冬夜，傳送門位於帝國北方的艾爾夫拉王國的魔冰層中。是第三個認證冬夜為吾主的巴比倫。認證方法為「強迫對方揉自己的胸部時，不被性欲控制化為野獸」。
弗蕾莫妮卡（Fred Monica，聲：花井美春）
巴比倫的遺產，機械編號28號。「整備庫」管理者。暱稱是「莫妮卡」。個頭矮小、脾氣不好、行為舉止相當粗暴，經常手持水管鉗，以「老子」作為第一人稱。認證冬夜為吾主後的裝扮為貝雷帽和迷彩服。
目前已將「整備庫」的所有權轉交給冬夜，傳送門位於桑德拉王國西方的無人島上的森林中。是第四個認證冬夜為吾主的巴比倫。認證方法為「讓身為管理者的弗蕾莫妮卡見識自己的實力」。弗雷茲來襲時，親自駕駛福雷姆基亞加入戰局，並使用弗雷茲製水管鉗作為武器。
布萊麗歐拉（Pure Liora，聲：佳原萌枝）
巴比倫的遺產，機械編號20號。「城牆」管理者。暱稱為「麗歐拉」。認證冬夜為吾主後的裝扮為無袖連身裙。目前已將「城牆」的所有權轉交給冬夜，其傳送陣位於騎士王國瑞斯特亞的城堡廢墟中。
得知冬夜取得「庭園」、「工房」、「煉金樓」和「整備庫」的事實後，並未對冬夜提出「適合者」的考驗，直接認證冬夜為吾主，是第五個認證冬夜為吾主的巴比倫。
帕梅拉諾爾（Pamela Noel，聲：和多田美咲）
巴比倫的遺產，機械編號25號。「塔」管理者。暱稱為「諾爾」。繼承博士的性格為「懶惰」。相當會吃，其程度不輸給八重。認證冬夜為吾主後的裝扮為運動外套。
目前已將「塔」的所有權轉交給冬夜，其傳送陣被火山爆發破壞，而和偶然相遇的「城牆」連接，也因此與「城牆」共用同一個傳送陣。並未對冬夜提出「適合者」的考驗，只提出「如果能給予能填飽肚子的食物和溫暖的被窩，就認可冬夜為吾主」的條件，是第六個認證冬夜為吾主的巴比倫。
伊麗絲法姆（Iris Fam）
巴比倫的遺產，機械編號24號。「圖書館」管理者。暱稱為「法姆」。「圖書館」的管理者，時常強調「在圖書館請保持安靜」。認證冬夜為吾主後的裝扮為水手服。
目前已將「圖書館」的所有權轉交給冬夜，其傳送陣位於魔王國賽諾亞斯中央區域的山岳地帶。由於傳送陣本身就是「適合者」的考驗，所以並未對冬夜提出「適合者」的考驗，直接認定冬夜為吾主，是第七個認證冬夜為吾主的巴比倫。
莉露露帕榭（Lilly Parshe）
巴比倫的遺產，機械編號26號。「倉庫」管理者。暱稱為「帕榭」。冒失屬性。在冬夜剛到達「倉庫」時撞上了冬夜並在起身時踩到了冬夜的胯下，認證時還踩到了冬夜的右腳。認證冬夜為吾主後的裝扮為巫女服。
目前已將「倉庫」的所有權轉交給冬夜，其傳送陣位於雷古路斯帝國邊境，一個叫「皮頓村」的村落附近的洞窟中。因得知除了「研究所」以外的巴比倫成員都認證冬夜為吾主，而並未對冬夜提出「適合者」考驗，直接認證冬夜為吾主，是第八個認證冬夜為吾主的巴比倫。認證前因自己犯下的錯誤而被冬夜教訓了一頓。
亞特蘭提卡（Atlantica）
巴比倫的遺產，機械編號22號。「研究所」管理者。暱稱為「提卡」。蘿莉控屬性。認證冬夜為吾主後的裝扮為白衣。目前已將「研究所」的所有權轉交給冬夜，其傳送陣位於伊古瑞特王國附近，大海龍的住處。
因從博士使用可透視未來的魔導具而得知冬夜會以「庭院」到「研究所」的順序來統一巴比倫，因此並沒有向冬夜提出「適合者」考驗，直接認定冬夜為吾主，是第九個也是最後一個認證冬夜為吾主的巴比倫。

### 貝爾法斯特王國
冬夜來到異世界的第一個國家，由美娜和蘇皆來自於該國的王族。初期一行人在此國家為冒險的舞台。
托里斯韋恩·艾爾涅斯·貝爾法斯特（Tristwin Ernes Belfast，聲：中田讓治）
貝爾法斯特王國國王。由美娜的父親。
初登場時已深受劇毒而奄奄一息，在面臨死亡前被冬夜救回並找出下毒的兇手。隨後雖然明知冬夜會拒絕仍然想授予其爵位，並在與冬夜說好的情況下在公開場合接受拒絕的理由。卻在冬夜未知的情況下授予宅邸與王金幣二十枚，讓冬夜還來不及反應下只能接受。時常暗示想將王位傳給冬夜或是儘早讓冬夜和由美娜生小孩，直到妻子懷孕並生下王子後才作罷。
在帝國軍事政變中於冬夜安排下與雷古路斯皇帝密談，政變平復後與雷古路斯同盟並協定兩國各分割一小塊國土讓渡給冬夜建國且承認其國家立場與同盟。雖為國王卻有極強的好奇心，無論是將棋或腳踏車，乃至於之後冬夜所提出的原世界的娛樂都很熱衷。有極度開心下會口不擇言的情形。
里聶王國王子事件時，與其它同盟國一同表示願意擔任克勞德王子的後盾。弗雷茲來襲時，被冬夜告知弗雷茲的相關情報後，決定派出騎士團的部分成員，駕駛福雷姆基亞支援布倫希爾德騎士團對抗弗雷茲。後來收到新天帝送來的抗議信件時，發出「若冬夜有征服世界的野心，到時直接投降便是」的回應。
由艾爾·艾爾涅雅·貝爾法斯特（Yuel Ernea Belfast，聲：嘉數由美）
貝爾法斯特王國王妃。由美娜的母親。
在由美娜提出爆炸性宣言後認同由美娜嫁給冬夜的想法，卻提出兩年內無法抓住冬夜的心，就必須在修道院渡過餘生的誇張條件不讓冬夜逃避(動畫未提及)。在雷古路斯帝國政變時恰巧懷孕，在後續故事中順利產下王子。
亞瑪多·艾爾涅斯·貝爾法斯特（Yamato Ernes Belfast）
由美娜的弟弟，由艾爾王妃在里聶王國王子事件結束後所生下的王子。其名由冬夜所取，與日本著名戰艦「大和（ヤマト）」同音。
阿爾佛雷德·艾爾涅斯·歐爾托林德（Alfred Ernes Ortlinde，聲：楠大典）
貝爾法斯特王國的公爵。蘇西的父親。也是現任貝爾法斯特國王的弟弟。
雖為公爵卻有嚴重的童心與好奇心，讓冬夜強烈懷疑蘇的個性遺傳自此。在宣布冬夜與蘇的婚約後，由於蘇經常逗留布倫希爾德而顯得寂寞，於是在冬夜間接幫助下兩夫妻成功再度懷孕，並於故事發展中生下兒子。
艾蓮·艾爾涅雅·歐爾托林德（Ellen Ernea Ortlinde，聲：矢野亞沙美）
歐爾托林德公爵夫人。蘇西的母親。
其父親為無屬性魔法〈Recovery〉(復甦)的發現者。原本因為重病產生的後遺症而雙目失明，後來被冬夜用〈Recovery〉恢復視力。
愛德華·艾爾涅斯·歐爾托林德
蘇西的弟弟。其名與蘇西的祖父同名。
雷姆（Laim，聲：西村知道）
歐爾托林德公爵家的管家。與萊姆為兄弟。初登場時因箭傷而奄奄一息，被冬夜用魔法取出箭頭後復原傷口而撿回一命。
雷恩·布里茲（Leon Blitz，聲：安元洋貴）
貝爾法斯特王國的將軍。男爵。身材壯碩且個性豪邁，對於欣賞的人喜歡以用力拍背來表示。與艾爾賽同為使用臂鎧戰鬥的「武鬥士」(動畫未說明)。素有「火焰拳雷恩」的名號並為艾爾賽所景仰，隨後認同艾爾賽參與王國騎士團的訓練。但動畫中並未提及此事。
席恩·布里茲（Sean Blitz）
隸屬貝爾法斯特王國軍隊的第一師團。雷恩將軍的長子。未婚。於小說第五集登場，參加里恩和歐莉嘉的婚禮。
里恩·布里茲（Lyon Blitz，聲：齊藤壯馬）
貝爾法斯特王國第一騎士團所屬。雷恩將軍的次子。初登場時暗戀著密蘇密多大使歐莉嘉，隨後在冬夜協助下向其告白並成功交往，隨著故事發展後已與其結婚。
夏洛特（Charlotte，聲：桑原由氣）
貝爾法斯特王國的宮廷魔法師，擁有五種魔法適應性並被稱之為天才。翎的弟子，但因為翎的訓練方式導致夏洛特對翎產生陰影，因此極不擅長應對翎。由於小時候意外見到精靈的身影而鑽研「古代精靈魔法」（動畫未提及），後在成為「精靈王」的冬夜協助下再度遇到精靈並簽下契約。
拉烏爾（Raul）
在王宮內任職的醫師。初登場時因不明白貝爾法斯特國王所中的劇毒而苦惱，後來被冬夜解決煩惱。帝國發生軍事政變時，被冬夜請去其宅邸診療雷古路斯皇帝，並被冬夜以「不能給患者帶來太大的負擔」為理由說服，暫時不把雷古路斯皇帝在冬夜家中的消息告知貝爾法斯特國王。
卡爾羅薩·噶倫·索德雷克
貴族，位階是子爵。一頭紅髮，眼神銳利，體格健壯的大漢。二十年前曾受過九重重兵衛的劍術指導。
巴爾賽（Balsa，聲：石井康嗣）
貴族，位階是伯爵。企圖毒害國王，被冬夜指出犯人身分。據冬夜描述長相就像是蟾蜍般噁心，被冬夜設計認罪後得知襲擊蘇的也是此人，最後被收回財產地位遭受處刑。後來得知他曾騙光某位善良的子爵的財產，導致那名子爵全家自殺。
賽巴克（Sebac）
貴族，位階是男爵。負責王都孤兒院的資金管理，似乎侵占了原本應該撥給孤兒院的資金。
蘭傑爾（Langer）
貴族，位階是侯爵，有著王族的血統。與巴羅子爵家有婚姻關係。(此人僅在小說版出現，並未在Wab版出現。)經常有事沒事就批評國王的政策，因此和巴爾賽伯爵並列為「討厭鬼雙雄」。
因得知冬夜是由美娜公主的未婚夫，想除掉冬夜，讓自己兒子娶由美娜為妻，並為巴羅子爵家報仇，因此僱用強盜攻擊冬夜，當強盜被擊倒後，還指使家中私兵殺害強盜，意圖栽贓給冬夜。卻被冬夜和國王潛入家中時，親口說出自己的陰謀詭計而遭逮捕，最後被收回財產地位遭受處刑。
亞歷山大·蘭傑爾（Alexander Langer）
蘭傑爾侯爵的獨子，體型肥胖，頭髮稀疏。(與父親相同只在小說版出現。)曾命令家中私兵自城內綁架中意女子。父親失勢並遭受處刑後，被送入礦山當苦工。
咖啡毛
本名不詳，巴羅子爵的次子。貝爾法斯特王國第一騎士團所屬。常仗著貴族身份粗暴的對待市民。在訓練場因羞辱艾爾賽而惹毛冬夜，並被瞬間解決。被冬夜打倒後懷恨在心，不顧尼爾副團長的警告，夥同其它騎士團友人僱用私兵攻擊冬夜住家卻再度被擊倒，最後導致家族被剝奪爵位。
金毛
本名與家族爵位皆不詳。咖啡毛的友人。貝爾法斯特王國第一騎士團所屬。常仗著貴族身份粗暴對待市民。在訓練場挑戰冬夜時，看到己方不斷被打倒而轉身逃跑，卻反被冬夜用劍槍「布倫希爾德」打倒。被冬夜打倒後懷恨在心，不顧尼爾副團長的警告，夥同其他騎士團友人僱用私兵攻擊冬夜住家卻再度被擊倒，被打倒後認出出現在宅邸陽台上的由美娜的身份，因而嚇得失去意識，最後被貝爾法斯特國王剝奪家族爵位。
紅毛
本名與家族爵位皆不詳。咖啡毛的友人。貝爾法斯特王國第一騎士團所屬。常仗著貴族身份粗暴對待市民。在騎士團訓練場攻擊冬夜，卻反被冬夜擊倒的年輕騎士之一。協助咖啡毛攻擊冬夜住家卻再度被擊倒，最後導致家族被剝奪爵位。
尼爾·蘇萊曼（Neil Suleiman）
貝爾法斯特王國第一騎士團副團長。蘇萊曼伯爵的次子。為人正直，看不起沒責任感、只會以家世為傲的騎士團團員。
黑斗篷術士
本名不詳。巴爾賽伯爵僱用來綁架蘇西的暗屬性召喚術士，後來因冬夜等人的介入而失敗，最後被八重所殺。動畫版則改成遭到捕獲並被艾爾賽拷問出情報，但本人表示自己也不知道僱用自己的是誰。

#### 月讀咖啡廳
冬夜為了安置從拉比沙漠救回的奴隸少女而建立的讀書咖啡廳，其構想來自日本的「漫畫咖啡廳」。即使冬夜前往布倫希爾德後仍持續營運著。
威爾（Will，聲：田中愛美）
冒險者，階級不明。初見於小說第四集。帶著一群奴隸前往其它國家時被沙蟲襲擊，後來被冬夜所救並帶回貝爾法斯特王國。與溫蒂為戀人關係。為了保護溫蒂，而在「月讀」咖啡廳擔任警衛，並在空閒時接受貝爾法斯特王國騎士團副團長尼爾的訓練。其祖父為無屬性魔法〈重力〉的發現者。
溫蒂（Wendy，聲：西尾桃子）
原奴隸。初見於小說第四集。和其他奴隸跟隨麗貝卡等人前往其它國家時被沙蟲襲擊，後來被冬夜所救並取下頸部的奴隸項圈後，被帶回貝爾法斯特王國。與威爾為戀人關係。在「月讀咖啡廳」開張之後，成為咖啡廳的待客服務生。
思菈絲（Sissi，聲：伊駒百合繪）
原奴隸。初見於小說第四集。和其他奴隸跟隨麗貝卡等人前往其它國家時被沙蟲襲擊，後來被冬夜所救並取下頸部的奴隸項圈後，被帶回貝爾法斯特王國。一頭茶色短髮的開朗少女。在「月讀咖啡廳」開張之後，成為咖啡廳的櫃檯小姐。
貝麗耶（Belier聲：白田千尋）
原奴隸。初見於小說第四集。和其他奴隸跟隨麗貝卡等人前往其它國家時被沙蟲襲擊，後來被冬夜所救並取下頸部的奴隸項圈後，被帶回貝爾法斯特王國。一頭茶色長捲髮的開朗少女。在「月讀咖啡廳」開張之後，成為咖啡廳的櫃檯小姐。
席亞（Shiya）
原奴隸。初見於小說第四集。和其他奴隸跟隨麗貝卡等人前往其它國家時被沙蟲襲擊，後來被冬夜所救並取下頸部的奴隸項圈後，被帶回貝爾法斯特王國。黑髮少女，米亞的姊妹。在「月讀咖啡廳」開張之後，成為咖啡廳的廚師。
米亞（Miya）
原奴隸。初見於小說第四集。和其他奴隸跟隨麗貝卡等人前往其它國家時被沙蟲襲擊，後來被冬夜所救並取下頸部的奴隸項圈後，被帶回貝爾法斯特王國。黑髮少女，席亞的姊妹。在「月讀咖啡廳」開張之後，成為咖啡廳的廚師。
希薇（Xi Wei）
原奴隸。初見於小說第四集。和其他奴隸跟隨麗貝卡等人前往其它國家時被沙蟲襲擊，後來被冬夜所救並取下頸部的奴隸項圈後，被帶回貝爾法斯特王國。在「月讀咖啡廳」開張之後，成為咖啡廳的待客服務生，由於最年長（21歲）的關係，同時還兼任領導人。
瑪莉卡（Malika）
原奴隸。初見於小說第四集。和其他奴隸跟隨麗貝卡等人前往其它國家時被沙蟲襲擊，後來被冬夜所救並取下頸部的奴隸項圈後，被帶回貝爾法斯特王國。很有體力和精神的少女。在「月讀咖啡廳」開張之後，成為咖啡廳的待客服務生。

#### 布倫希爾德公國大使館
原本是冬夜還是冒險者，尚未成為布倫希爾德公王時的住處，由貝爾法斯特國王贈送，後來在布倫希爾德公國建國後，則改為布倫希爾德公國大使館。
湯瑪斯（Thomas）
又被冬夜稱作「湯姆（Tom）」。布倫希爾德公國大使館的門衛。原本是貝爾法斯特王國重步兵，退休後被冬夜所僱用，並任職其宅邸的門衛之一。在布倫希爾德公國建國後仍留在貝爾法斯特王國，並任職其宅邸的門衛。
哈克（Huck）
布倫希爾德公國大使館的門衛。原本是貝爾法斯特王國輕步兵，退休後被冬夜所僱用，並任職其宅邸的門衛之一。在布倫希爾德公國建國後仍留在貝爾法斯特王國，並任職其宅邸的門衛。

#### 里佛雷特鎮
冬夜在異世界最初來到的城鎮。
薩那珂（Zanac，聲：鈴木琢磨）
冬夜在異世界生活遇到的第一名人物，服裝店「時尚大王薩那珂」的店主。於小說中與冬夜多有互動，但動畫僅停留在用金幣買下冬夜服裝的時期。
多蘭（Dolan，聲：金光宣明）
里佛雷特鎮上的旅社「銀月」的店主，美夏的父親。據說前身為冒險者，並且以獨自一人之力登上藍色等級。
巴拉爾（Balar，聲：堂坂晃三）
里佛雷特鎮上的「武器屋熊八」的店主。與多蘭同為原藍色等級冒險者，體格壯碩高逾兩公尺，曾被冬夜在內心調侃為熊並懷疑喜歡蜂蜜。
莉姆（Ream，聲：雨宮夕夏（日本））
冬夜和八重在鎮上遇到的迷路少女。
鋼牙（Steel Teeth）
里佛雷特鎮上冒險者公會的冒險者小隊，冒險者等級皆為藍色。其中一人和冬夜起衝突卻反被擊倒，後來夥同其他成員攻擊冬夜時卻被再度打倒，最後被冬夜威脅後，解散小隊並逃到其它國家。
毒蛇（Viper）
里佛雷特鎮上冒險者公會的冒險者小隊，冒險者等級皆為藍色。其中一人和冬夜起衝突卻反被擊倒，後來夥同其他成員前往「銀月」旅店，意圖把艾爾賽和琳賽當作人質，以此威脅冬夜，卻反被多蘭和巴拉爾擊倒，最後被冬夜威脅後，解散小隊並逃到其它國家。
西蒙（Simon）
里佛雷特鎮上道具店的店主。
塔妮亞（Tania）
在里佛雷特鎮北側居住的寡婦，與多蘭之間似乎有些不為人知的關係。

### 密蘇密多王國
由亞人(其種族有「獸人族」、「有翼族」、「樹人族」、「有角族」、「水棲族」、「妖精族」、「龍人族」等)所建立的國家，在雷古路斯帝國和貝爾法斯特王國交戰期間建立，由於國民幾乎都是亞人，因此常遭到古老的人類貴族所歧視。
迦姆卡·布勞烏·密蘇密多（Kamka Broau Misso Mino，聲：稻田徹）
密蘇密多王國國王。雪豹獸人男性。喜歡與強者決鬥，而且偶爾還會參與戰士團的訓練。但其我行我素的個性讓大臣傷透腦筋，時常偷溜出王宮外而不理政事。為無屬性魔法〈Accelerate〉（加速）的擁有者。
里聶王國王子事件時，與其它同盟國一同表示願意擔任克勞德王子的後盾。弗雷茲來襲時，被冬夜告知弗雷茲的相關情報後，決定派出護衛士兵團的部分成員駕駛福雷姆基亞支援布倫希爾德騎士團對抗弗雷茲。
緹莉耶·芙勞烏·密蘇密多（Julie Misso Mino）
密蘇密多王國的王妃，獸王的妻子。種族尚未提到。
緹亞·芙勞烏·密蘇密多（Asia Misso Mino）
密蘇密多王國長公主，獸王的長女。10歲。種族尚未提到。在布倫希爾德公國建國宴會上的賓果遊戲時，選上的獎品是「會說話的布偶」。已和利夫利斯的利迪斯皇子訂下婚約。
雷姆薩·布勞烏·密蘇密多（Remsa Broau Misso Mino）
密蘇密多王國大王子，獸王的長子。雪豹獸人少年。9歲。
阿爾巴·布勞烏·密蘇密多（Alba Broau Misso Mino）
密蘇密多王國二王子，獸王的次子。雪豹獸人少年。6歲。
古拉茲（Gulaz，聲：川津泰彦）
密蘇密多王國宰相，有翼人。為了讓獸王得到教訓而強烈請求冬夜全力打倒獸王，其內心對獸王的怨懟非常深。
歐莉嘉·史托蘭德（Olica Strange，聲：井上喜久子）
密蘇密多王國的大使。狐狸獸人女性。被貝爾法斯特王國騎士團的里恩愛戀著，隨著故事的發展已與其結婚。
艾爾瑪·史托蘭德（Elma Strange，聲：井上穗乃花）
歐莉嘉的妹妹。狐狸獸人少女。和由美娜同齡。小說第一集登場，登場時在王都中迷路，後來在冬夜的幫助下成功與姊姊重逢。緊張時說話很容易吃螺絲。
加侖（Gallon，聲：村田太志）
密蘇密多王國護衛士兵隊長。狼之獸人男性。在布倫希爾德建國宴會上的賓果遊戲時，獲得第一個選獎品的權利，並選走了冬夜所做的「火焰槍」。
索爾姆（Solm，聲：小田柿悠太）
被黑龍襲擊的耶爾多村的村長。為感謝冬夜協助他們打倒黑龍，並對重建工作給予援助，而贈送冬夜一根龍角作為謝禮。動畫版則改為贈送龍牙。
歐魯巴·史托蘭德（Oruba Strange）
貿易商，「史托蘭德商會」的會長。狐狸獸人男性。歐莉嘉和艾爾瑪的父親，尼可拉的伯父。擁有魔道具「傳送方陣」。
對生意的嗅覺異常靈敏，每當冬夜推出了「新發明」時常常早一步和他談生意，並在布倫希爾德設立據點。常因為生意好而被其它競爭對手嫉妒，進而遭到其它競爭對手的毀謗中傷。曾因為其它競爭對手假冒史托蘭德商會的紋章所製作的劣質仿冒品而苦惱，後來被冬夜用附魔了魔法的印章解決煩惱。
伊爾瑪·史托蘭德（Irma Strange）
一頭金髮的狐狸獸人女性，歐莉嘉和艾爾瑪的母親，歐魯巴的妻子。初登場於小說第五集，參加里恩與歐莉嘉的婚禮。
艾莉莎·史托蘭德（Alyssa Strange）
一頭銀髮的狐狸獸人女性，伊克薩的母親，歐魯巴的妻子。初登場於小說第五集，參加里恩與歐莉嘉的婚禮。
伊克薩·史托蘭德（Iksa Strange）
狐狸獸人男性，歐魯巴的長男，歐莉嘉和艾爾瑪同父異母的哥哥。目前正以貿易商的身份在羅德梅亞聯邦修行。
瑪麗安（Marian）
水棲族族長。與翎的交情很好。
愛麗絲（Alice）
密蘇密多王國宮廷魔法師。在翎與冬夜訂婚後，成為妖精族的新任族長。起初拒絕接受翎和冬夜訂婚而向冬夜提出一連串的考驗，卻沒料到冬夜在最短的時間裡通過所有考驗，最後只能承認冬夜與翎的婚約。

#### 妖精族長老
史雷吉斯（Scruggs）
妖精族長老之一。約20歲的男子。同意翎嫁給冬夜的長老之一。
妮娜（Nina）
妖精族長老之一。約17、8歲的溫和少女，外貌就像是隨處可見的村姑。同意翎嫁給冬夜的長老之一。
雅迪（Yadi）
妖精族長老之一。大約超過20歲的嚴肅女子，據冬夜描述：「若剪成短髮，又沒有強烈主張存在感的胸部，可能會被誤認為男性」。同意翎嫁給冬夜的長老之一。

### 利夫利斯皇國
艾爾賽和琳賽出身的國家，皇都貝倫放眼望去都是白色。和貝爾法斯特有長久的交情。
利格·里克·利夫利斯（Lig Rick Livlis，聲：寺杣昌紀）
利夫利斯皇國的皇王。莉莉艾爾和利迪斯的父親。初見於小說第五集，由貝爾法斯特國王介紹給冬夜。長得非常像美國演員布魯斯·威利的光頭男子。拉米修教國事件發生前，在布倫希爾德公國與其它三國國王打麻將兼交換情報時，多次放槍給雷古路斯帝國皇帝。
里聶王國王子事件時，與其它同盟國一同表示願意擔任克勞德王子的後盾。弗雷茲來襲時，被冬夜告知弗雷茲的相關情報後，決定派出騎士團的部分成員，駕駛福雷姆基亞支援布倫希爾德騎士團對抗弗雷茲。
薩爾妲·里姆·利夫利斯（Salda Lim Livlis）
利夫利斯皇國的王妃。莉莉艾爾和利迪斯的母親，利夫利斯皇王的妻子。
莉莉艾爾·里姆·利夫利斯（Lily Ayer Lim Livlis，聲：久野美咲）
利夫利斯皇國的長公主。初見於小說第四集。
不知何時開始有了男同性戀的興趣，最後自己當作家開始書寫相關書籍，並尚未告訴父親此事。曾多次惹毛冬夜，並以冬夜作模特寫出新書。後來為了寫小說，在琳賽的請求下也從冬夜那拿到了智慧型手機。
莉爾·里夫利斯（Lill Livlis）
莉莉艾爾公主創造出來，用來書寫BL書籍的作家名。
利迪斯·里克·利夫利斯（Lidis Rick Livlis）
利夫利斯皇國的皇太子。莉莉艾爾公主的弟弟。和密蘇密多的緹亞公主訂婚。

#### 薩萊托鎮
約瑟夫（Joseph，聲：堀總士郎）
艾爾賽和琳賽的舅父，拉娜的丈夫。目前和拉娜一同經營農場。過去似乎和貴族發生過什麼事，因此相當害怕貴族和王族。
拉娜（Lana，聲：天海由梨奈）
艾爾賽和琳賽的舅母，約瑟夫的妻子。目前和約瑟夫一同經營農場。其膽量要比約瑟夫大得多，遇到貴族和王族也比較不會太過緊張。
艾瑪（Emma，聲：大井麻利衣）
艾爾賽和琳賽的大表姊，約瑟夫和拉娜的長女。目前協助約瑟夫等人經營農場。
亞隆（Yaron）
艾爾賽和琳賽的表兄弟，約瑟夫和拉娜的次男。目前不在薩萊托鎮。
西娜（Sina）
艾爾賽和琳賽的表姊妹，約瑟夫和拉娜的三女兒。
艾倫（Allen）
艾爾賽和琳賽的表兄弟，約瑟夫和拉娜的四男。
克拉拉（Clara）
艾爾賽和琳賽的表姊妹，約瑟夫和拉娜的五女兒，琪拉拉的雙胞胎姊姊。
琪拉拉（Kirara）
艾爾賽和琳賽的表姊妹，約瑟夫和拉娜的六女兒，克拉拉的雙胞胎妹妹。
亞倫（Aaron）
艾爾賽和琳賽的表兄弟，約瑟夫和拉娜的七男。
蕾諾（Reno）
艾爾賽和琳賽的表姊妹，約瑟夫和拉娜的小女兒。

### 雷古路斯帝國
臨接貝爾法斯特以東的帝國，兩國遷訂了停戰條約，在政變事件後和西方各國成為了同盟國。
俄瑞斯·洛雅·雷古路斯（Orris Loya Regulus，聲：高瀨右光）
雷古路斯帝國的皇帝。露西亞的父親。初見於小說第四集。
發生軍事政變時，因冬夜有事前來帝國而撿回一命，後來在貝爾法斯特王國和冬夜等人的幫助下奪回帝都，最後協助冬夜建立布倫希爾德公國，並藉此與貝爾法斯特王國建立同盟。
里聶王國王子事件時，與其它同盟國一同表示願意擔任克勞德王子的後盾，但因為軍事政變帶來的打擊尚未完全復原，因此無法積極給予援助。弗雷茲來襲時，被冬夜告知弗雷茲的相關情報後，決定派出騎士團的部分成員，駕駛福雷姆基亞支援布倫希爾德騎士團對抗弗雷茲。
收到新天帝送來的抗議信件時，給出了「將此信件給其它同盟國的領導過目，並確認其真偽後，再作出想法」的回應。
盧克斯·洛雅·雷古路斯（Lux Loya Regulus，聲：土田玲央）
雷古路斯帝國的皇太子。露西亞的哥哥。初見於小說第四集。據冬夜描述是長相平凡，紙片人般的銀髮男子。已婚。
發生軍事政變時，偽裝成騎士逃出城時與護衛失散並遭反叛的軍人圍攻，後來被冬夜所救，最後成功保住性命，並受到羅美洛將軍的保護。
莎拉·蕾雅·雷古路斯（Sarah Lei Ya Regulus）
雷古路斯帝國的皇太子妃。盧克斯皇太子的妻子。露西亞的義姐。
愛莉西亞·蕾雅·雷古路斯（Alicia Lei Ya Regulus）
雷古路斯帝國的第二皇女。露西亞的姐姐。
發生軍事政變時，因在與帝國友好的費爾森王國留學，所以並未被捲入，研究魔法工學。留學期間與費爾森王國國王布蘭傑訂婚。
卡洛琳·利埃特（Caroline Liite，聲：松田利冴）
隸屬帝國第三騎士團，第四階級的騎士。雙劍士。玲寧的阿姨，但本人年紀不大所以並不希望被玲寧叫成阿姨，於是用「卡羅姐姐」這個暱稱代替。暱稱是「卡羅」。初見於小說第四集。未婚。
發生軍事政變時，曾誤以為冬夜是軍人的同夥而攻擊冬夜，卻反被冬夜擊倒。事件結束後帶玲寧回鄉探親一趟。但隨者自己快要三十歲還維持單身常被身為家督的其母逼婚而感到困擾。
巴佐爾（Bazor，聲：田所陽向）
雷古路斯帝國的將軍。爵位不明。初見於小說第四集。擁有暗屬性魔法的適應性。對帝國與王國的不戰協定感到不滿而發動軍事政變，並將多名死刑犯當作活祭品而與惡魔男爵簽下契約，後來被冬夜用極不人道的方式(用汙水史萊姆的屍身臭死)擊敗，最後因叛亂罪而遭到處刑。
羅美洛（Romero）
帝國西方軍司令，位階是將軍。爵位不明。利用惡魔軍團侵略大陸的反對者之一。軍事政變發生時曾短暫收容並保護盧克斯皇太子。
加斯帕（Gaspar）
黑髮獨眼的騎士團長。爵位不明。軍事政變時，帶領麾下騎士抵抗叛亂的軍方士兵，卻因人數處於劣勢而不敵遭到生擒，並送入地牢，最後因冬夜擊敗巴佐爾將軍而被貝爾法斯特士兵救出。
瑪麗·利埃特（Marie Liite）
利埃特家族現任當家。卡羅的母親，玲寧的祖母。一頭金髮，五十歲後半的女性。
魯賓遜（Robinson）
利埃特家族的執事，花白頭髮，鬍鬚上翹，肌肉發達的六十歲男子。據冬夜描述，其體格即便說他是格鬥家也沒人會懷疑。
史蒂芬妮·利埃特（Stephanie Liite）
瑪麗的長女，卡羅的姊姊，玲寧的母親。生性自由，因十七歲時與嚴格的父親發生爭執而離家出走，後來結識身為冒險家的丈夫後生下玲寧。暱稱是「史蒂芙」。已過世，據玲寧所說，死因是罹病辭世。

#### 皮頓村
位於雷古路斯帝國邊境的村落，距離布倫希爾德公國相當近。
洛普（Lopu）
黑等的新手冒險者，再次登場時已成為紫等。手持短槍，身穿鱗甲，個性直率的少年。前往地下城冒險時，被與奴隸商人合作的藍等冒險者欺騙，即將被綁架時被冬夜所救，並協助冬夜救出其他被綁架的新手冒險者。
芙蘭（Fulan）
黑等的新手冒險者，再次登場時已成為紫等。手持鐵劍，身穿皮甲，很有精神的少女。前往地下城冒險時，被與奴隸商人合作的藍等冒險者欺騙，即將被綁架時被冬夜所救，並協助冬夜救出其他被綁架的新手冒險者。
克拉斯（Krass）
黑等的新手冒險者，再次登場時已成為紫等。班長。手持狩獵用短弓，身穿皮甲的少年。前往地下城冒險時，被與奴隸商人合作的藍等冒險者欺騙，即將被綁架時被冬夜所救，並協助冬夜救出其他被綁架的新手冒險者。
伊恩（Ian）
黑等的新手冒險者，再次登場時已成為紫等。手持新手用長杖，身穿長袍，有點遲鈍的少女。前往地下城冒險時，被與奴隸商人合作的藍等冒險者欺騙，即將被綁架時被冬夜所救，並協助冬夜救出其他被綁架的新手冒險者。
小雪
被冬夜召喚出來的雪鼠，協助冬夜幫助洛普等人探索地下城，並保護他們，其名由伊恩所取。

### 艾爾夫拉王國

#### 王族
艾爾·卡魯提雷德（Aier Kalutileide）
冒險者出身，艾爾夫拉王國的初代國王，同時也是艾爾夫拉女王的丈夫。已過世。
福爾圖娜·提耶納·艾爾夫拉（Fortuna Tiyena Aierfula）
精靈，艾爾夫拉米王國的現任女王。蕾莉夏的舅母。曾經是冒險者。

#### 監視兵
阿列克謝
負責監視出現在艾爾夫拉王國國內的巨獸「史諾拉野狼」的士兵領隊，是個身材高大的巨漢。

### 拉米修教國
原本信仰光之神「拉斯」的國家，事件之後改為信仰光之神。
愛里亞絲·歐朵拉（Arias Odora）
拉米修教國的女教皇。是個年齡超過六十歲、表情較為柔和的女性，擁有「看穿謊言的魔眼」。
渴望改變拉米修教國的教義，卻受到多名樞機的阻撓，還因袒護菲莉絲而被多名樞機聯合送入地牢，後來在冬夜前來救出菲莉絲時，被冬夜一同救出。最後在冬夜的協助下，替拉米修教國帶來改革，並在後來加入「世界聯盟」。
在布倫希爾德公國招募騎士團時，用自己的魔眼協助冬夜進行最後的審查。里聶王國王子事件時，與其它同盟國一同表示願意擔任克勞德王子的後盾。弗雷茲來襲時，被冬夜告知弗雷茲的相關情報後，決定派出聖騎士團的部分成員，駕駛福雷姆基亞支援布倫希爾德騎士團對抗弗雷茲。
菲莉絲·爾吉特（Felice Ergit）
拉米修教國的樞機，同時也是拉米修教國的下任教皇候補。原本作為祭司和涅斯特一同擔任拉米修教國大使前往布倫希爾德公國，後來被世界神開導後返回拉米修教國時，被多名樞機以背信罪送入地牢，最後被冬夜所救出，並在事件結束後成為拉米修教國的新任樞機。
吉翁（Gion）
拉米修教國的樞機。古雷的弟弟。據冬夜描述是個給人感覺很差的小鬍子。與姊姊一同覬覦教皇的位子。曾與姊姊古雷一同聯合多名樞機彈劾教皇，後來被扮成光之神的冬夜當著大庭廣眾的面，判決為冒用神之名的罪人，最後被教皇剝奪樞機身份和財產，並送入地牢。
古雷（Gure）
拉米修教國的樞機。吉翁的姊姊。是個眼神銳利的女性。覬覦教皇的位子。曾聯合多名樞機彈劾教皇，並偽裝成教皇讓冬夜晉見，後來被扮成光之神的冬夜當著大庭廣眾的面，判決為冒用神之名的罪人，最後被教皇剝奪樞機身份和財產，並送入地牢。
涅斯特·倫納德（Nestor Leonard）
拉米修教國的祭司。禿頭。為讓拉斯教成為布倫希爾德公國的國教而前往公國，意圖讓自己對拉米修教國做出龐大貢獻以換取利益，卻因自己一時衝動說了世界神的壞話而惹毛冬夜，最後被冬夜趕出城堡。
光之神·拉斯（The God of Light Lars）
又被稱為「正義之神·拉斯」。被拉米瑞茲創造出來，用來控制拉米修教國人民思想的偽神，其不存在的真相只有歷代教皇和樞機知道。
光之神（The God of Light）
將拉米修教國從危機中拯救出來，並為教國帶來改革的神，實際上是由冬夜所偽裝的，其真相只有愛里亞絲教皇和菲莉絲樞機知道。
拉米瑞茲（Ramirez）
拉米修教國的建國者。暗屬性召喚術士。召喚出暗精靈消滅有害魔獸，並以暗精靈擁有的精神干涉和偽神「光之神·拉斯」創造出拉米修教國。被暗精靈控制後，由初代樞機封印，最後掙脫封印時，被冬夜以光魔法消滅。

### 神國逸仙
八重的故鄉。以戰國時代的日本為原型，地名、領主和家臣的名字讀音也和知名的日本地名、大名／武將相同，只差名字的一個漢字的寫法不同。歷史發展也有一定程度的類似。
白姫
逸仙的女帝。雖為女帝卻極少處理政務，一般都由九領主自行處理領地事務。
其身世為有角人與雪之精靈所產下的後代，據悉已活了超過兩千年。因為擁有精靈血統，而無法抵抗身為從屬神的羽柴秀義的命令，被逼授予其領主地位和領地。在冬夜協助下再度見到以為已經死去的母親並簽下契約，滿足了今生的願望後同意讓神國逸仙加入「世界同盟」。
德川家泰（聲：玄田哲章）
逸仙的九領主之一。其名與日本的德川家康同音。
九重重兵衛（聲：黑田崇矢）
八重的父親。九重真鳴流剣術道場之主。曾在貝爾法斯特王國擔任索德雷克子爵家的劍術指導人。
九重七重（聲：大原沙耶香）
八重的母親。重兵衛之妻。
九重重太郎（聲：井上雄貴）
八重的哥哥。負責德川家的守衛。是一個善良的年輕人。最喜歡擊劍時超過三次。
綾音（聲：小田切優衣）
在九重家工作的年輕女傭。重太郎為戀愛關係，之後訂婚。
山本完助（聲：津田健次郎）
黑暗之軍師。靠著「不死的寶玉」操縱武田領主與神祕鬼面武士。原本被馬場等人稱為天才軍師，其頭腦與謀略相當出色。但得到「不死的寶玉」後被其侵蝕思想而個性產生丕變，甚至到最後連生命力都被吸收殆盡，如同空殼的肉體則被寶玉操控。最後被冬夜盜取寶玉並由翎砸向牆壁而破碎（動畫則是由冬夜射擊而毀），肉體也乾枯化成灰隨風飄去。似乎在消散前曾對冬夜等人表示感謝，但動畫未提及。
武田真玄
逸仙九領主之一。已過世。但遺體被軍師山本完助利用。
武田克賴
逸仙九領主之一，武田真玄的兒子。因多次造成社會不安、蔑視領民及過度干涉其它領地而遭到抄家，導致領地被天皇收回，最後遭到流放。據冬夜推測，很可能是為了超越偉大的父親而失控。
織田信永
逸仙九領主之一，在本納寺休息時，遭到旗下的明智滿秀背叛而死亡。
明智滿秀
織田信永的部下，疑似被從屬神控制而背叛信永。
伊達正宗
逸仙九領主之一。是個心裡在想什麼，全都會寫在臉上的人。從屬神作亂時，與德川家泰組成同盟對抗羽柴。在冬夜要去對付羽柴時，主動表示要去幫忙，實際上是打算把金葫蘆搶走為自己所用，但在得到冬夜的同意前，其目的就先被家泰看穿。
羽柴秀義
逸仙九領主之一。不知何時被天皇授予了領主地位和領地，其旗子上的圖案是「黃金葫蘆」。
操控猴子作為自己的形象，真身其實是猴子身邊的黃金葫蘆。實際上是逃到人間的從屬神，因無法接受自己沒從世界神那裡獲得神的地位，所以意圖在人間闖出成果後，藉此讓世界神認同自己，最後在精靈界被戀愛神和劍神圍攻時，本體被劍神斬殺，臨終前把神力和神格轉移到被劍神斬斷的右臂中逃走。
後來在結晶界以卵姿態被弗雷茲的尤拉拾獲。在裏世界被冬夜擊敗後，最後被本人與尤拉一同創造的邪神獸吞噬。
儘管名字與日本的「秀吉（ひでよし）」同音，行事卻不像秀吉那麼高調，反而特別低調。
猿飛左助
甲賀忍者。猿飛焰的父親。因上了年紀而退休隱居。
霧隱彩藏
伊賀忍者。霧隱雫的父親。因上了年紀而退休隱居。
風魔孤太郎
風魔忍者。風魔凪的父親。因上了年紀而退休隱居。

### 帕盧夫王國
帕盧聶島的另一個島國，隨者里聶王國伸出友善之手才終止兩國之間的紛爭
歐尼斯特·迪爾·帕盧夫
帕盧夫王國的國王。是個只有10歲，離不開姊姊的孩子。把冬夜視為英雄般崇拜。
在布倫希爾德公國舉辦的將棋大賽上奪得冠軍。
小說第十三卷時，帶領帕盧夫王國正式加入「世界同盟」。
露西安娜·迪爾·帕盧夫（Luxianna Dier Palufu）
歐尼斯特的姊姊。是個19歲，有著一頭金色的微捲秀髮和一雙翡翠色眼眸，儘管並非是十分貌美的類型，卻散發出讓人放鬆的氛圍。
與克勞德相處的很融洽，卻因自己不放心弟弟而遲遲無法與克勞德結婚。
多諾萬·林布蘭（Duonuowan Linbulan）
帕盧夫王國的公爵兼攝政王，帕盧夫先王的弟弟，歐尼斯特的叔父。是個約50歲的溫柔男子。
當瑞秋向冬夜發出挑戰時，主動希望冬夜不用給瑞秋面子，但和密蘇密多的宰相古拉茲不同，只是想挫挫瑞秋的銳氣，讓她明白自己的極限。
瑞秋·林布蘭（Ruiqiu Linbulan）
多諾萬攝政王的女兒，同時也是歐尼斯特的未婚妻候補。有著一頭金色捲髮，和露西安娜有著姊妹般的外貌。擁有不輸給大人的劍術，以及四種魔法屬性的適應性。
個性有些年輕氣盛，當冬夜來訪時，主動挑戰冬夜卻被對方擊敗後，變得有些懼怕冬夜，後來說明自己鍛鍊的理由是為了保護歐尼斯特，但在經過翎的開導後，已重新振作起來。

### 里聶王國
位在利夫利斯皇國北邊，兩國之間隔者一道海峽，位在西方最大的島--帕盧聶島的島國。其北邊是帕盧夫王國，兩國常有各種衝突。
克勞德·澤夫·里聶（Claude Seef Rene，聲：土岐隼一）
里聶王國的王子。原本以為是第二王子，不過實際上是第一王子。從小開始被沙布像家臣一樣任意驅使，忍耐的辛苦傢伙。率直的性格。思念母親。
表面上代表里聶王國的沙布前往貝爾法斯特王國向歐爾托林德公爵提親，實際上是想藉此拜託歐爾托林德公爵擔任中間人，協助他與布倫希爾德公王冬夜見面，以救出被瓦爾達克囚禁的母親。
最後成為國王，把禍害里聶王國的瓦爾達克宰相、妲契亞王妃、與其同黨貴族全族抄家並且直接把奪回來的資金用在提升國民的生活(上任後除了讓罪魁禍首戴上奴隸項圈成為別人的奴隸以外，解放國家境內所有的奴隸，並重申該國家不存在任何奴隸。)，化解了與帕盧夫王國可能會發生的戰爭並穩定國內局勢後，帶領里聶王國加入「世界同盟」。
弗雷茲來襲時，被冬夜告知弗雷茲的相關情報後，決定派出騎士團的部分成員，駕駛福雷姆基亞支援布倫希爾德騎士團對抗弗雷茲。之後雖然受到國內貴族的逼婚，仍不顧他人眼光正與帕盧夫王國新國王的姐姐交往。
修拉普·澤夫·里聶（Shlap Seef Rene，聲：宮本充）
里聶王國國王。因為伊麗亞王妃被當作人質，變得只能對瓦爾達克唯命是從。當冬夜等人救出伊麗亞王妃，並將王位讓給克勞德後便隱居了。
伊麗亞·澤斯·里聶（Ilia Uzes Rene，聲：森本73子）
克勞德的母親。商人的女兒，後來因被貴族收養而成為貴族。
瓦爾達克為了將國王當作傀儡，將她當成道具監禁起來，不過被冬夜等人救出，最後在里聶先王將王位讓給克勞德後與里聶先王一同隱居。
庫普（Kup，聲：赤城進）
貴族，位階是侯爵。里聶王國的原宰相。被瓦爾達克奪走宰相之位，並趕到邊境去，不過作為克勞德的支持者，在克勞德王子繼承王位後重新取回宰相職位。雖然超過60歲了，不過肌肉還是十分發達。
安琪（An Qi）
庫普侯爵為了守護伊麗亞王妃的安全而派遣潛入的戰鬥女僕。
沙布（Shabu，聲：福島潤）
原本以為是里聶王國的第一王子，不過是其實是瓦爾達克的親生兒子。我行我素的性格，當事態發展不順心時就完全不能接受。因此已30歲卻因為品行太過糟糕而維持單身，這次看上蘇西而打算要強娶她為妻。事實上則是他會強娶他看上眼的女子，不論對方是否為已婚，然後失去新鮮感後就始亂終棄，更惡劣的是他會將他的新娘戴上奴隸項圈控制。
不過因為被冬夜揭穿真實身分，即使大勢已去仍說出他要對冬夜未婚妻不利的言論，而被怒火中燒的冬夜開槍打穿其雙腳與一隻手而昏厥。最後自己被戴上奴隸項圈作為奴隸被賣到桑德拉王國做苦力的刑罰。
自以為是、不知死活的最佳代表。
瓦爾達克（Valdak，聲：木村雅史）
支配里聶王國的宰相。密謀王室篡奪，長得像鬥牛犬。以感染高危險性的傳染病為理由，監禁克勞德的母親，以要脅里聶國王和克勞德王子。然後進行各種斂財招兵買馬，打算一舉統一帕盧聶島讓自己留名青史。耳聞最大的把柄--伊麗亞王妃被救走而自亂陣腳，之後他在宅邸發出的反叛王家言論全被冬夜當成直接性證據紀錄，並在里聶國王將王位讓給克勞德時公開。
結果和沙布一樣被戴上奴隸項圈淪落成奴隸成為桑德拉挖掘場的礦工，而其家族也是因這件事情被剝奪爵位並全都淪落成奴隸成為桑德拉挖掘場的礦工。同样获得不少好处的瓦尔达克派贵族们也被肃清。連與瓦尔达克挂勾的王国御用商人遭到逮捕
妲契亞（Lucia，聲：八百屋杏）
原本是里聶王國的王妃，有著像酒桶般的體型。不過與表親的瓦爾達克生了沙布，然後還藉此圖謀著王室篡奪。因為她自己知道沙布不是國王的血脈，擔心沙布並非王族的事實會被國王發現，因此完全不讓國王在必要時刻以外的時刻接觸沙布。很溺愛沙布，也因此造成了沙布那不知死活的個性。
最後與沙布一同被戴上奴隸項圈淪落為奴隸，成為桑德拉挖掘場的礦工，而其家族也是因這件事情被剝奪爵位並全都淪落成奴隸成為桑德拉挖掘場的礦工。

### 羅德梅亞聯邦
位在雷古路斯帝國東邊的國家，本身以各地總督各自為政，而實際統領澤是全州總督負責。
奧黛麗·雷利班（Audrey Raleigh）
羅德梅亞聯邦的全州總督，是個外貌約40歲的銀髮女性。
原本只是羅德梅亞的丘陵州總督，但在第二次弗雷茲大侵襲後，因為率先做出精準的判斷而被其他州總督推舉成為羅德梅亞的新任全州總督，並在與其他州總督商量後，帶領羅德梅亞聯邦加入「世界同盟」。
莉米德·里密提斯（Limid Limites）
羅德梅亞聯邦的丘陵州騎士團團長。
弗克·拉吉爾（Fokker Lagir）
羅德梅亞聯邦的中央州總督和全州總督，同時也資助博爾曼博士的武裝傀儡研究。
最後因博爾曼博士製作的傀儡失控，被其他州總督認為他身為監督者卻沒有盡到本分，而遭到其他州總督彈劾，失去了中央州總督和全州總督的身份。
埃德加·博爾曼（Edgar Bolman）
羅德梅亞聯邦的魔工學士。儘管年紀只有24歲，外表看起來卻像個頭髮快禿光的大叔。
為了對付弗雷茲，參考黎培族的木頭傀儡技術，製作了幾十隻木頭傀儡，並將它們武裝化，打算當作對付弗雷茲的最終兵器。
對自己設計的木頭傀儡抱有絕對的自信，認為即使對上弗雷茲也有十足的勝算，直到自己的傀儡敗給布倫希爾德的重騎士為止。
最後為了提升自己的傀儡所擁有的力量，卻不顧其他人的反對擅自改造而導致傀儡失控，因而被解除職務，剝奪博士的稱號，並被送入山岳州的礦山服刑10年，卻被不明人士救走。
小說第十集再度現身，並駕駛自己研究福雷姆基亞而做出的仿冒品————「鐵機兵」，卻再度在眼前被摧毀，最後被冬夜帶回羅德梅亞聯邦後，被奧黛麗總督判處死刑。

### 萊爾王國
巴爾斯托拉·杜魯加·萊爾（Baersituola Dulujia Laier）
萊爾王國國王。雖有著矮人血統，卻是個不會喝酒、笨拙又溫和的老爺爺。儘管性格與矮人差異頗大，但國王卻當得如魚得水，就相當於矮人之間紛爭的仲裁者。

### 漢諾克王國
鄰近天帝國玉龍的小國家，有和雷古路斯帝國往來。冬夜告知該國國王他的國家正被天帝國玉龍入侵時，國王當機立斷就把和天帝國玉龍的邊界土地暫時轉讓給布倫希爾德公國，好讓冬夜方便之後的抵禦行動。事後冬夜把他建好的長城贈送給該國，當然一些機關有撤掉以避免其他事情發生。最後加入冬夜的世界聯盟。
莉萊克·漢諾克
漢諾克王國的長公主。
米露涅雅·漢諾克
漢諾克王國的二公主。

### 天帝國玉龍
大陸東方的軍事大國，當地人個性陰險狡詐，一旦遇到對自己不利之事，就會試圖用一堆謊話來使情況對自己有利，也因此早已失去其它國家的信任，並被其它國家稱為「無法信任的國家」。後來在新天帝死後，因當地貴族爭奪天帝之位而陷入內戰狀態。
之後某個自稱天帝的前盜賊在黃金結社的幫助下，一度要再次統一玉龍。但因為冬夜的活耀加上黃金結社的過河拆橋，最後還是失敗收場。在小說第十二卷之後已不再顯示天帝國玉龍，變成玉龍地區；再也沒有人想要再度重建該國。但之後名為九羅的余党潛入霍伦王國，而謀劃让霍伦陷入混乱並將其导向内战，試圖在其國家成立新生玉龙的支配地的計畫。在利用霍伦王國王位爭奪將其导向內戰時出了意外，而使冬夜受到該國王室成員求助決定介入，最後冬夜與武神和恩德一同粉碎了九羅的基地，其『九罗』的首领以及干部、成員被冬夜給逮捕並引渡给霍伦王国，其首领以及干部被霍伦王国公开处刑，剩下的成員则处以算是终身刑罚的矿山劳役，不会再踏上外界的土地。
天帝
本名不詳。為了取得福雷姆基亞，藉此大幅提升國家的軍事力量，而做出派遣刺客(名為九羅的情報部隊)前往布倫希爾德公國暗殺冬夜、綁架王妃及策劃騎士團造反的計畫。但這些計畫失敗後還不要臉的向冬夜索取福雷姆基亞，最後弗雷茲來襲時，連同國家首都被高階弗雷茲所發出的光炮擊殺。
新天帝
本名不詳，天帝的三男。因躲過弗雷茲的襲擊而存活，並在天帝死後自稱新天帝，還揚言弗雷茲是冬夜自導自演的襲擊行動。登基後送出抗議信給貝爾法斯特國王和雷古路斯皇帝，要求他們收回冬夜的國家，並把福雷姆基亞交給貝爾法斯特、雷古路斯和玉龍等3個大國保管，卻沒有遭到理會。
最後在登基兩個星期後，遭到不明人士暗殺身亡。
崔朝華（Cui Zhaohua）
自稱天帝血脈的男子，實際上是從冒險者墮落的盜賊。
被黃金結社利用，儘管取得鐵機兵的力量擊敗其他自稱天帝的貴族，卻因打從一開始就不被結社信任而在最後被黃金結社拋棄，在逃走時被傑斯汀逮到，在對決時被傑斯汀殺死。

### 瑞斯特亞騎士王國
由約300年前的建國者撿到「治癒之劍」後建立的國家，與卑鄙無恥的玉龍不同，當地人為人光明磊落，人格高潔，相當注重騎士精神。
蓋倫·尤納斯·瑞斯特亞（Galen Yunus Restya，聲：緒方賢一）
瑞斯特亞騎士王國先王（後為先先王）。萊因哈特與希爾德嘉的祖父。大陸上第一位金等冒險者。是個喜歡偷摸漂亮女性屁股的色老頭。
為查出天帝國玉龍毀滅的真相而帶著希爾德嘉前往布倫希爾德公國，在冬夜的帶領參觀城堡時，接連對城堡內的女僕出手，後來意圖對戀愛神出手時，被反過來擊倒。
為了考驗希爾德嘉公主想嫁給冬夜的決心，而向希爾德嘉提出「若要出嫁給他國國王，須先擊敗我」的考驗，最後卻因冬夜作怪而被擊敗。
瑞德·尤納斯·瑞斯特亞（Reid Yunus Restya）
瑞斯特亞騎士王國國王（後為先王）。萊因哈特與希爾德嘉的父親。
艾絲黛兒·米納斯·瑞斯特亞（Esther Minas Restya）
瑞斯特亞騎士王國王妃。萊因哈特與希爾德嘉的母親。
萊因哈特·尤納斯·瑞斯特亞（Rhinehart Yunus Restya）
瑞斯特亞騎士王國第一王子（後為國王）。希爾德嘉的哥哥。第一騎士小團的小團長。
成為國王後，正式加入「世界同盟」。

### 費爾森王國
以發展魔法為主的國家，和劍技的瑞斯特亞相對，以魔法的費爾森為人所知。
布蘭傑·佛洛斯特·費爾森（Blanche Florest Felson）
費爾森王國國王。是個比起魔法師，反而更像是傭兵的巨漢。一緊張就容易出糗。
臉上的傷痕是因自己小時候挑釁虎熊時留下的。
小說第十三卷時，帶領費爾森王國正式加入「世界同盟」。
里奧托·佛洛斯特·費爾森
費爾森王國先王，布蘭傑的哥哥。已過世。
對外宣稱是在研究魔法時發生意外而死，實際上是在討伐秘密組織「黃金結社」時，因對方自爆而同歸於盡。
亞蒙德（Armond）
費爾森王國宰相。有著一頭栗色頭髮和一雙如老鷹般銳利的藍眼睛。
魯多（Ludo）
費爾森王國的宮廷魔法師之一。是個骨瘦如柴，不知道在想什麼的陰鬱男子。
伊澤斯（Izes）
費爾森王國「魔工商會」的會長。

#### 黃金結社
一群不斷取得古代技術，並加以利用的組織。因為同時也在進行禁忌魔法的研究，所以曾被國家討伐過。龍族侵襲時，推測龍王所使用的「支配響針」也是從他們那裡得來。
加蘭·戈爾迪安（Garland Goldian）
黃金結社的前首領。里奧托先王的摯友。已過世。
加爾賽魯·戈爾迪安（Garceiro Goldian）
黃金結社的現任首領。加蘭之子。
疑似在第二次弗雷茲大侵襲時，指使部下趁亂偷走其中一架陣亡的重騎士。
最後在玉龍被冬夜用比對付巴佐爾將軍更不人道的方式擊敗，徹底發瘋。儘管如此，卻因為自己犯下的罪孽而被費爾森國王判處死刑。
索爾（Sol）
黃金結社的劍士，因為會使用魔法，而被允許加入結社，最後被冬夜擊敗，並引渡給費爾森。

### 霍伦王国
位于大陆东方，以拜肥沃的大地及稳定的气候所赐的农业国並鄰近天帝國玉龍，只跟特定几国有邦交。因以前天帝国玉龙的侵略(霍伦王国约在百年之前，在北部也有块领土，而玉龙硬是使力抢了过去)。
与玉龙断绝邦交，改和费尔森王国结为同盟，牵制玉龙。在这之后，就持续了近百年的半锁国状态。但天帝国玉龙滅亡後，有名為九羅的餘黨潛入該國，並謀劃讓霍倫陷入混亂並將其導向內戰，試圖在該國成立新生玉龍的支配地的計畫。在利用霍倫王國王位爭奪將其導向內戰時出了意外，而使冬夜受到該國王室成員求助決定介入，最後冬夜與武神和恩德一同粉碎了九羅的陰謀，其『九羅』的首領以及幹部、成員被冬夜給逮捕並引渡給霍倫王國，其首領以及幹部被公開處刑，剩下的成員則處以算是終身刑罰的礦山勞役。之後決定先派出国内的年轻人前往诸国留學，逐漸解除持续了近百年的半锁国状态。

### 桑德拉王國
在沙漠上建國的國家，由於當地有三分之一的國民都是奴隸，而被他國稱為「奴隸王國」，再加上經常從他國綁架國民當奴隸的緣故，而有著「兒女失蹤後別緊張，先往桑德拉找找」的說法。後來在奴隸(除了犯罪者以外)幾乎都被冬夜釋放，然而不知是否為邪神降臨還是該地因為該制度造成怨念非常深厚，國王被奴隸給砍頭後沒一個月就以殭屍之身復活，並將自己兒女和國家重臣變成自己的奴隸殭屍，之後冬夜使用光屬性魔法將該王室一家和國家重臣(都被感染成殭屍)給完全抹消在世界上後而徹底滅國。之後與玉龍一樣在地圖上只記載桑德拉地區，幾乎變成都市國家，沒有人願意再建立統一的國家。
阿卜杜勒·賈巴·桑德拉（Abodulei Jieba Sangdela）
桑德拉王國國王，綽號「奴隸王」，在第十一卷登場，被冬夜在心中稱為「豬王」。
在天帝國玉龍被滅亡後變本加厲派遣旗下奴隸自大樹海和他國綁架市民，意圖將它們作為本國的奴隸，並表現出即使與他國發生戰爭也無所謂的態度，卻在隸屬化項圈失去作用後，被身旁的女性奴隸砍下頭顱，其屍體被人扔在墓園，卻因對人世的執念太深而變成殭屍，並將自己兒女和國家重臣變成自己的奴隸殭屍，最後在自己的奴隸殭屍被冬夜消滅後，自己也被冬夜用極不人道的方式消滅。

#### 奴隸商
賈維爾（Javier）
桑德拉王國的非法奴隸商人，外貌看起來就像是冒牌的辛巴達。
在布倫希爾德公國的飛地綁架新手冒險者，意圖將他們帶回國當作奴隸販賣時，被冬夜發現並被當場逮捕。
暴牙男
本名不詳。被賈維爾僱用的人，外貌就像關西地區的搞笑藝人。
協助賈維爾在布倫希爾德的飛地綁架新手冒險者，當賈維爾被冬夜發現時逃跑，卻被翎發現並被當場打倒，最後被冬夜逮捕。

### 伊古瑞特王國
是由两座岛成立的岛国，一个是南北狭长的伊古朗德岛，一个是约三分之一的玛尔瑞特岛。

### 魔王國賽諾亞斯
由魔族(其種族有「狼人」、「植物女妖」、「吸血鬼」、「蛇妖」、「食人魔」和「黑暗精靈」等)所建立的國家，由於是魔族的國家，所以該國的國王又被稱為「魔王」。環境惡劣，白天像夏天一樣熱，晚上則像冬天一樣寒冷。
傑路加帝·馮·賽諾亞斯（Jerogardi Feng Sanoas）
賽諾亞斯魔王國國王，櫻的父親。有著一頭鮮紅頭髮、蒼白皮膚和尖耳，並身穿金色刺繡的黑色披風。喝醉酒後會去纏人。
曾拿只有少數人才敢吃的料理給冬夜品嚐，被冬夜發現後，反被冬夜用艾爾賽製作的炸雞塊報復。
是個談論兒子時，會把自己的兒子貶得一文不值，但異常溺愛女兒(櫻)的人。但此態度讓櫻感到不耐煩而常常被冷漠以對，常常在被櫻當面說很煩人時被擊倒。同時也十分溺愛外孫女吉野，在未來吉野出世時，企圖退位搬到布倫希爾德卻受到菲亞娜的阻撓而失敗告終。
小說第十三卷時，因見識到冬夜的智慧型手機所具備的優點，並得知智慧型手機只有世界同盟的國家領袖和部分重臣才能擁有，因此帶領賽諾亞斯加入「世界同盟」。
法倫·馮·賽諾亞斯（Falun Feng Sanoas）
賽諾亞斯大皇子。儘管從不用大腦，卻也討厭使用卑鄙手段的小人。
因法瑞斯二皇子放棄魔王繼承權，以及櫻嫁入布倫希爾德而確定成為下任魔王。
與魔王一樣不被櫻喜歡。
法瑞斯·馮·賽諾亞斯（Faris Feng Sanoas）
賽諾亞斯二皇子。是個比起繼承魔王，更想避開麻煩事的人。喜歡看書。
當賽維魯所做的惡行曝光後，主動表示自己放棄魔王繼承人的身份。
與魔王和法倫不同，並不怎麼遭櫻排斥。
西利烏斯·菲涅爾（Silius Fresnel）
黑暗精靈。絲碧卡的父親。是個一身褐色皮膚，一頭銀色長髮的男子。
從小就與魔王在一起，目前是傑路加帝魔王的護衛。
絲薇拉·菲涅爾（Sylvia Fresnel）
黑暗精靈。西利烏斯的妻子，絲碧卡的母親。與絲碧卡有著宛如姊妹般的外貌。
賽維魯·阿爾諾（Saiweilu Arno）
阿爾諾家的嫡子，法瑞斯二皇子的舅舅。僱用玉龍殺手謀殺櫻的幕後黑手。
最後因蓄意謀殺公主，以及私自把賽諾亞斯的武器走私給玉龍而被魔王判處死刑。

### 大樹海
大樹精靈（Tree Elf）
負責管理戰鬥儀式「整枝儀式」的森林精靈。
因察覺到冬夜使用魔法時，混雜在魔力裡的神氣而與冬夜接觸，並在黎培族意圖搶奪精靈之力而派出木頭傀儡時，向冬夜尋求幫助。
小說第八集時，幫助冬夜完成「迷途之森」的考驗，並為他作出一條通往妖精族長老所在地的捷徑。

#### 勞里族
異世界版的亞馬遜族。會用咬自己喜歡的男人作為表示該名男子屬於自己，藉此禁止其他族人對該名男子出手。在十年一次的整枝儀式中勝出，成為「樹王部族」，並讓整枝儀式中男女分開比賽。
帕姆（Pam）
一頭綠髮、褐色皮膚的女孩，勞里族(相當於亞馬遜族)族長的孫女，初見於小說第五集。似乎挺喜歡冬夜的。
小說第七集再度登場，打算和冬夜生孩子，卻被冬夜的未婚妻以「重視族群利益勝過重視冬夜」為理由擋下，最後與對方約定「若能協助勞里族奪下整枝儀式冠軍，就放棄與冬夜生孩子」。
最後奪下整枝儀式冠軍後，聽從冬夜的建議，讓整枝儀式的男女分開比賽。

#### 路路舒族
索妮亞·帕拉雷姆（Sonia Pararem）
冒險者，階級不明。龍人族女性武鬥士。擁有「看穿幻術的魔眼」。
大樹海舉辦戰鬥儀式時，正在路路舒族裡做客，由於參加儀式的選手生病，所以代替其作為參加者上場比賽。
在整枝儀式準決賽時對上艾爾賽，最後被艾爾賽擊敗。
蓮月（Lian Yue）
冒險者，階級不明。光頭的男性棒術使，逸仙出身。
大樹海舉辦戰鬥儀式時，正在路路舒族裡做客，由於參加儀式的選手生病，所以代替其作為參加者上場比賽。
在整枝儀式準決賽時對上露西亞，並擊敗露西亞，最後卻被冬夜用魔法報復了一下。

### 赤之民──亞爾卡納族
波魯岡（Bolugang）
亞爾卡納族的商人。是個一身紅衣服，連皮膚也很紅男人。
由於祖母是一族的巫女，再加上她曾教導過他古代文字，因此是一族中少數能看懂亞爾卡納族古代神聖文字的人。

### 神界
神（聲：立木文彦）
為最高位的「世界神」，因失手讓神雷落入人間，導致冬夜死亡，為了賠罪，將冬夜復活至異世界，並賦予冬夜強大的身體素質與魔法能力，且答應冬夜的要求，讓他能在異世界使用智慧型手機。
有著高齡慈祥老爺爺的外表，喜歡喝茶且茶中的茶梗都會立起來(日本文化習俗中代表好運)，個性相當豁達開明，似乎將冬夜當成親孫子般對待，且對冬夜的任何行動都瞭若指掌，甚至在冬夜跟由美娜訂婚時也是第一時間送上祝賀。
能與冬夜使用智慧型手機互相通話，也表示有任何問題隨時歡迎冬夜來電商談，來電的第一人稱是「老夫」。
在拉米修教國事件後偶爾會降臨，以冬夜的爺爺身分出現在眾人面前，並以「望月神之助」自稱。
戀愛神（聲：堀江由衣）
掌管戀愛的神明，卻不曾控制他人的感情，頂多製造戀愛劇情中的老套橋段。
曾以冬夜的姊姊身分出現在眾人面前，以「望月花戀」自稱。扮演冬夜的姊姊時，在冬夜不知情的情況下，偷偷爆料冬夜的初戀對象給冬夜的七名未婚妻知道。後來打算再爆料其它秘密時，被冬夜用點心威脅，保證不再擅自爆料冬夜的隱私。除了戀愛話題以外還很喜歡八卦和有趣的事務，常常神出鬼沒的出現以及喜歡湊熱鬧的態度讓冬夜感到不耐煩。
曾被冬夜暗中調侃成七福神中的辯才天。
劍神
掌管劍術的神明。小說第一集當中，世界神祝賀冬夜訂婚時，被世界神短暫提及。
小說第七集時登場，參加大樹海的戰鬥儀式，並以冬夜的二姊「望月諸刃」自稱。目前擔任布倫希爾德的劍術教官指導騎士團，地獄式的操練讓騎士團員們哀哀叫，卻也讓騎士團的實力精進了許多。八重和希爾妲也在她的指導下，劍術的實力都更上一層樓。
碰到能發揮的場合便很想出場，但似乎不懂手下留情為何物，即使冬夜要她手下留情時（比賽之類的）依然把對方打地體無完膚。
酒神
掌管釀酒的神明。小說第八集當中，戀愛神和劍神與愛里亞絲教皇聊天時被短暫提到。很喜歡喝酒。
小說第十一卷登場，並以冬夜的堂妹「望月醉花（望月 醉花）」自稱。自認為是扮演治癒的角色，但常常給冬夜添了不少麻煩。
狩獵神
掌管狩獵的神明。小說第一集當中，世界神祝賀冬夜訂婚時，被世界神短暫提及。
小說第十一卷登場，並以冬夜的堂姊「望月狩奈（望月 狩奈／もちづき チェンナイ）」自稱。目前已成為銀等冒險者。
農耕神
掌管農業的神明。小說第一集當中，世界神祝賀冬夜訂婚時，被世界神短暫提及。
小說第十一卷登場，並以冬夜的伯父「望月耕助（望月 耕助／もちづき 耕うん）」自稱。
音樂神
掌管音樂的神明。不愛說話，但會以自身演奏的音樂表達自己的心情與想法。
小說第十一卷登場，並以冬夜的堂兄「望月奏助（望月 奏助）」自稱。
武神
掌管武術的神明。小說第十一卷時，當戀愛神和劍神猜測是哪位神明降臨時，被劍神短暫提及。曾在追尋神劍下落時偶遇恩德並發生戰鬥，儘管把恩德打到瀕死，卻相當中意他，意圖收他作為自己的弟子。
小說第十五卷正式登場，並以冬夜的第二個叔叔，農耕神的弟弟「望月武流（望月 武流）」自稱。由於是武術之神，因此也因艾爾賽的期望，而將她與恩德一併收為弟子。
曾被冬夜暗中調侃成七福神中的毘沙門天。
破壞神
進行破壞世界的工作的神明，也是唯一能以神的身份干涉世界的神明。小說第十一卷時，當戀愛神和劍神猜測是哪位神明降臨時，被劍神短暫提及。
與名字給人的感覺相反，個性非常正經。酒神的酒友。
時空神
司掌時間和空間的神明，在弗雷茲事件結束後，負責修復世界的結界。
在人間自稱為「望月時江（望月 時江）」，擔任冬夜的祖母。也會使用傳送門等空間相關的魔法。
從屬神
比戀愛神、劍神等下階神更低階的神。

### 結晶界
梅兒
見恩德一行人。
涅伊（Ney）
見恩德一行人。
麗絲（Lisi）
見恩德一行人。
哈爾
梅兒的弟弟，現任的弗雷茲之王。
莉露
哈爾的分裂體，相當於哈爾的女兒。
勒托／路托
弗雷茲雙胞胎姊弟，原本被梅兒任命輔佐新王，但違抗命令和其他弗雷茲一起大侵略。
個性好戰。曾把恩德打成重傷，隨後再次和恩德及涅伊和莉絲對決，最後被梅兒束縛住後，由恩德將兩人消滅。
基拉（Kira）
支配種，人型弗雷茲，弗雷茲之王的近臣之一。於魔王國賽諾亞斯現身，並開始殺害當地的騎士團，最後與冬夜交戰時，被世界趕出去。
反對王離開的近臣之一，但本身與涅伊不同，自身只是個意圖佔有王的力量的野心家。
最後被冬夜和由美娜聯合擊殺。
尤拉（Youla）
支配種，人型弗雷茲，弗雷茲之王的近臣之一。於雷古路斯帝國現身，卻無意與聯合軍交戰，而是前往某個地方拿走了某種東西就消失了，帶走了從屬神的核心。
原本是反對王離開的近臣之一，但發覺自己吸收了王的核心後，也只能當弗雷茲的王，因此放棄原先佔有王的目的，改以成為神作為目標。最後率領大軍攻入時被冬夜一行人擊敗後，被梅兒親自處決。
赛诺
支配種，人型弗雷茲，基拉的哥哥，弗雷茲之王的近臣之一。渴求王压倒性的力量。最後率領大軍攻入時被恩德和梅尔聯合擊殺。

### 義賊團「紅貓」
妮雅（Niya）
「紅貓」的首領，紅色王冠的擁有者。是個個子嬌小，紅色雙馬尾的少女，有著火屬性魔法的適應性。很容易得意忘形。在蘇的建議下帶的團員在雙世界合一前前往布倫希爾德成為冒險者，目前已取得紅等的資格。
迪卡魯格
妮雅的專用福雷姆基亞。對變異種專用，新型福雷姆基亞「究極裝甲」之一。與以往的人型不同，為紅色老虎型的福雷姆基亞。相對於重視機動性的雷歐諾瓦爾，本機較重視攻擊力。由於起動時需要紅色王冠，因此除妮雅外無法駕駛。由於透過戈侖操控，因此幾乎沒有時滯。
愛絲特·弗倫堤亞（Aisite Fulundiya）
「紅貓」的副首領。是個約20歲，有著一頭紅棕色短髮和一雙銳利的淡褐色眼睛，並散發軍人氛圍的女性。負責駕馭衝動行事的妮亞。

### 龍島「多拉克里夫」
白銀
銀龍，裏世界龍島上的長老龍。喜歡人類的文化，經常變身成人類的外貌前往人類生活的區域閒晃。
初登場時因200年前與紫色的戈倫戰鬥而被詛咒，並一直被詛咒侵蝕，後來因冬夜、琥珀和琉璃的意外來訪而使得詛咒失效，恢復從前的活力，並被冬夜指派為次元門的看守者。

### 黑貓
席露艾·莉莉
前黑蝶的成員，現黑貓的領袖，外號「影百合」。是個亞麻色長髮，身穿旗袍的20多歲女性。

### 邪神的使徒
丹吉琳
邪神的使徒，武器為釘錘型魔神器「萬聖節」。
皮寇可
邪神的使徒，外表是一名配戴羽毛面具的女性，武器為戰輪型魔神器「鉻綠」。
英迪戈
邪神的使徒，外表是一名身穿潛水服的男性，武器為短斧型魔神器「深海」。
黑澤爾
邪神的使徒，外表是一名身型健碩、配戴金屬全罩頭盔的男性，武器為菜刀型魔神器「赭黃」。被八雲和弗麗嘉毀掉魔神器後，最後身體化為沙而死。
歐基德
邪神的使徒，武器為長槍型魔神器「紫藤」。被八雲和弗麗嘉毀掉魔神器後，最後身體化為沙而死。
克拉夫特
邪神的使徒，外表是一名頭戴山羊頭蓋骨的老年男性，武器為權杖型魔神器「黑玉」。被久遠毀掉魔神器後，最後身體化為沙而死。

### 戈倫

#### 王冠系列
布拉德·魯格（Bulade Luge）
妮雅的戈倫，古代型「王冠」系列的紅色自律型戈倫，擁有自我意識。具有能利用主人的鮮血強化力量的特殊能力，據說若獻上能使主人喪命的大量鮮血，將能獲得近乎摧毀一切的力量。
法納提克·維奧拉
露娜的戈倫，古代型「王冠」系列的紫色自律型戈倫，擁有自我意識。具有使自身與主人獲得近乎不死的再生能力，但卻有著逐漸吞噬主人理智的副作用，據說當主人的理智遭到完全吞噬時，將會親自將主人殺掉，因而有著「紫色王冠的主人平均壽命較其它王冠短」的傳聞。
後因冬夜的緣故，失去了那近乎不死的能力，僅留下了治癒小傷口的能力。
布朗
羅伯的戈倫，古代型「王冠」系列的藍色自律型戈倫，擁有自我意識。具有扭曲空間、遠距離傳送等能力，卻有著讓主人在使用能力的一小時後陷入沉睡的副作用，其沉睡時間與能力使用頻率有關，越是頻繁使用能力，沉睡時間越長。
諾瓦爾（Nuowaer）
諾倫的戈倫，古代型「王冠」系列的黑色自律型戈倫，擁有自我意識。型式編號「CS－02」。具有能在短時間內呼喚所有時間和並列世界中各式事物的能力，卻有著只能在夜晚使用，以及肉體的時間回溯的副作用。其能力若是與阿爾卑斯一同使用，將會引發失控現象。
不知為何，並沒有與諾倫相遇前的記憶。
阿爾卑斯（Aerbeisi）
亞瑟的戈倫，古代型「王冠」系列的白色自律型戈倫，擁有自我意識。型式編號「CS－01」。由於主人已經死亡，因而由由美娜登錄為副主人。具有能讓事件從「已經發生」改為「未曾發生」的能力，卻有著會使主人失去記憶的副作用。其能力若是與諾瓦爾一同使用，將會引發失控現象。
格林（Green）
利亞王國國王的戈倫，古代型「王冠」系列的綠色自律型戈倫，擁有自我意識。具有支配植物的能力（經過加工的木板也可以），卻有著會使主人處於極度的飢餓狀態，在支付代價的期間無法進食任何食物的副作用。
英菲尼特·席爾瓦（Infinite Silva）
久遠的戈倫，古代型「王冠」系列的銀色武裝型戈倫，擁有自我意識，是以奧里哈魯根史萊姆為基底作出的戈侖。其內部構造與以往的「王冠」系列有明顯的差別。具有配合主人的需要變化、對遠處的對手揮出斬擊、令對手麻痹、可以飛行、和主人距離夠近可以傳送（會飛會傳送會說話的劣化版布倫希爾德）、把接觸到的事物的效果或賦予增加數倍的能力（第一封印解除後），沒有【王冠能力（冠冕技能）】，無副作用。
純潔戈爾德（Seraphic Gold）
絲蒂芙的戈倫，古代型「王冠」系列的金色自律型戈倫，擁有自我意識，是以奧里哈魯根史萊姆為基底作出的戈侖。型式編號「CS－10」。其內部構造與以往的「王冠」系列完全不同，司掌戈倫機能的Q結晶被黑盒化無法解讀。沒有【王冠能力（冠冕技能）】，無副作用。在墜下時遇上絲蒂芙，之後以大部份資料﹙克洛姆．藍賽斯的人格備份﹚格式化為代價認證絲蒂芙為主人。
另外被邪神使徒奪走的「方舟」內也有一臺外型與戈爾德相似的戈倫，其真面目目前還不明確。

#### 星體系列
露比（Lubi）
冬夜的戈倫，屬於具有自我意識和學習功能的擬人型戈倫。型式編號「ETA－01」。回應時只會發出「嗶」的聲音。
莎菲亞（Shafeiya）
冬夜的戈倫，屬於具有自我意識和學習功能的擬人型戈倫。回應時只會發出「啵」的聲音。
艾梅（Aimei）
冬夜的戈倫，屬於具有自我意識和學習功能的擬人型戈倫。回應時只會發出「叭」的聲音。

#### 其它系列
赤金（Chijin）
愛絲特的戈倫，盔甲武者型的自律型戈倫。
芬里爾（Fenlier）
愛爾卡的戈倫，狼型的自律型戈倫，擁有自我意識。

### 其他人物
愛爾卡·帕托拉克榭（Aierka Patuolakexie）
「紅貓」的戈倫技師，外號「再生女王」。是個約20～25歲，有著一頭毛躁的長銀髮的女性。
是裏世界能修復「王冠」系列的2名戈倫技師中的其中一人。
後被冬夜招募，目前正與蕾吉娜合作，嘗試結合2個世界的科技製作新型福雷姆基亞與戈倫。
諾倫·帕托拉克榭
愛爾卡的妹妹，黑色王冠的擁有者。年齡15歲，但因為王冠的能力讓她看起來只有5歲。
原本為了尋找姊姊而找上冬夜，但因為姊姊留在巴比倫，因此自己目前也在布倫希爾德的銀月投宿並擔任冒險者，目前已升為紅等。
最忌諱被說是小孩子，除了冬夜因此吃上苦頭以外，也在登錄冒險者時教訓了對她找碴的冒險者。
雷歐諾瓦爾
諾倫的專用福雷姆基亞。對變異種專用，新型福雷姆基亞「究極裝甲」之一。與以往的人型不同，為黑色獅子型的福雷姆基亞。屬高機動型機體。由於起動時需要黑色王冠，因此除諾倫外無法駕駛。由於透過戈侖操控，因此幾乎沒有時滯。
羅傑·威爾克斯
裏世界五大戈侖技師，通稱「教授」。

### 現實世界（地球）
望月冬一郎
冬夜的父親，是名漫畫家，個性較為溫和。
一家人透過冬夜的「託夢」與冬夜和其夫人們於「夢中」（冬夜建構的精神世界）短暫地再次相遇。
望月綴
冬夜的母親，是名繪本作家，個性雖強勢但不失其柔和。雖然喜歡狗，但不知為何總會被狗討厭。
一家人透過冬夜的「託夢」與冬夜和其夫人們於「夢中」（冬夜建構的精神世界）短暫地再次相遇。世界神也曾在夢中對於誤殺冬夜一事項向她道歉，其大發雷霆的程度連世界神都害怕。
望月冬花
冬夜的妹妹，在冬夜於地球過世後出生。很受到父母的喜愛，雖然年幼但行動活潑大膽。
透過冬夜的「託夢」和冬夜初次相會，冬夜很喜歡這位妹妹。
小白
冬夜家新養的狗。真實身份是世界神的從屬神之一，曾經負責指導尼特神。為了彌補指導不周進而讓冬夜目前所在世界混亂的尼特神的罪，在冬夜的允許下化身為一隻小白狗讓冬夜家收養，以便保護冬夜家的人（尤其是冬花）。
日村
冬夜的死黨，和望月家很熟，目標是成為一名漫畫家。冬夜過世後請求冬一郎收他為弟子但被拒絕，目前是冬一郎的助手。
疑似世界神託夢，他陸續夢到了冬夜在異世界大顯身手的事蹟，讓他有冬夜並沒有死而在另一個世界活躍的感覺，因而將夢境一一地畫成了漫畫給望月夫婦看。冬夜在透過託夢給雙親時得知此事。

## 出版書籍

### 輕小說
| 集數 | Hobby Japan    | Hobby Japan                                 | 東立出版社     | 東立出版社                                  |
| 集數 | 發售日期       | ISBN                                        | 發售日期       | ISBN / EAN                                  |
| ---- | -------------- | ------------------------------------------- | -------------- | ------------------------------------------- |
| 1    | 2015年5月22日  | ISBN 978-4-798610-18-4                      | 2016年5月23日  | ISBN 978-986-470-315-9                      |
| 2    | 2015年8月22日  | ISBN 978-4-798610-65-8                      | 2017年1月5日   | ISBN 978-986-482-586-8                      |
| 3    | 2015年11月21日 | ISBN 978-4-798611-17-4                      | 2017年5月18日  | ISBN 978-986-486-262-7                      |
| 4    | 2016年2月20日  | ISBN 978-4-798611-72-3                      | 2017年7月6日   | ISBN 978-986-486-473-7                      |
| 5    | 2016年5月21日  | ISBN 978-4-798612-29-4                      | 2017年10月2日  | EAN 471-094-555-340-5（首刷限定版）         |
| 5    | 2016年5月21日  | ISBN 978-4-798612-29-4                      | 2017年12月1日  | ISBN 978-986-486-743-1                      |
| 6    | 2016年8月23日  | ISBN 978-4-798612-79-9                      | 2017年12月7日  | EAN 471-094-555-407-5（首刷限定版）         |
| 6    | 2016年8月23日  | ISBN 978-4-798612-79-9                      | 2017年12月7日  | ISBN 978-986-955-206-6                      |
| 7    | 2016年11月24日 | ISBN 978-4-798613-29-1                      | 2018年1月22日  | EAN 471-094-555-441-9（首刷限定版）         |
| 7    | 2016年11月24日 | ISBN 978-4-798613-29-1                      | 2018年1月22日  | ISBN 978-957-260-356-7                      |
| 8    | 2017年3月23日  | ISBN 978-4-798614-15-1                      | 2018年3月22日  | EAN 471-094-555-507-2（首刷限定版）         |
| 9    | 2017年6月22日  | ISBN 978-4-7986-1471-7                      | 2018年5月28日  | EAN 471-094-555-589-8（首刷限定版）         |
| 9    | 2017年6月22日  | ISBN 978-4-7986-1471-7                      | 2018年5月28日  | ISBN 978-957-261-029-9                      |
| 10   | 2017年9月22日  | ISBN 978-4-7986-1532-5                      | 2018年7月5日   | EAN 471-094-555-619-2（首刷限定版）         |
| 11   | 2017年12月22日 | ISBN 978-4-7986-1597-4                      | 2018年9月17日  | EAN 471-094-555-743-4（首刷限定版）         |
| 12   | 2018年3月22日  | ISBN 978-4-7986-1651-3                      | 2018年11月16日 | EAN 471-094-555-782-3（首刷限定版）         |
| 13   | 2018年6月22日  | ISBN 978-4-7986-1713-8                      | 2019年1月7日   | EAN 471-094-555-816-5（首刷限定版）         |
| 14   | 2018年9月22日  | ISBN 978-4-7986-1773-2                      | 2019年3月25日  | EAN 471-094-555-938-4（首刷限定版）         |
| 15   | 2018年12月22日 | ISBN 978-4-7986-1825-8                      | 2019年5月27日  | EAN 471-094-555-970-4（首刷限定版）         |
| 16   | 2019年3月22日  | ISBN 978-4-7986-1888-3                      | 2019年7月25日  | EAN 471-094-556-029-8（首刷限定版）         |
| 16   | 2019年3月22日  | ISBN 978-4-7986-1872-2 （附廣播劇CD特別版） | 2019年7月25日  | EAN 471-094-556-028-1 （附廣播劇CD限定版）  |
| 17   | 2019年6月22日  | ISBN 978-4-7986-1948-4                      | 2019年9月30日  | EAN 471-094-556-137-0（首刷限定版）         |
| 18   | 2019年9月21日  | ISBN 978-4-7986-2004-6                      | 2020年1月9日   | EAN 471-060-104-076-8（首刷限定版）         |
| 19   | 2019年12月21日 | ISBN 978-4-7986-2089-3                      | 2020年4月9日   | EAN 471-060-104-206-9 （附廣播劇CD限定版）  |
| 19   | 2019年12月21日 | ISBN 978-4-7986-2077-0 （附廣播劇CD特別版） | 2020年4月16日  | EAN 471-060-104-207-6 （首刷限定版）        |
| 20   | 2020年3月21日  | ISBN 978-4-7986-2152-4                      | 2020年7月27日  | EAN 471-060-104-266-3（首刷限定版）         |
| 21   | 2020年6月22日  | ISBN 978-4-7986-2237-8                      | 2020年10月8日  | EAN 471-060-104-336-3（首刷限定版）         |
| 22   | 2020年10月22日 | ISBN 978-4-7986-2325-2                      | 2021年2月4日   | EAN 471-060-104-437-7（首刷限定版）         |
| 23   | 2021年2月19日  | ISBN 978-4-7986-2420-4                      | 2021年6月7日   | ISBN 978-957-267-044-6（首刷限定版）        |
| 24   | 2021年6月19日  | ISBN 978-4-7986-2513-3                      | 2021年10月8日  | ISBN 978-957-267-731-5（首刷限定版）        |
| 25   | 2021年11月19日 | ISBN 978-4-7986-2668-0                      | 2022年2月8日   | ISBN 978-957-268-553-2（首刷限定版）        |
| 26   | 2022年4月19日  | ISBN 978-4-7986-2812-7                      | 2022年7月29日  | ISBN 978-957-269-896-9                      |
| 26   | 2022年4月19日  | ISBN 978-4-7986-2704-5 （附廣播劇CD特別版） | 2022年7月29日  | ISBN 978-957-269-899-0 （附廣播劇CD限定版） |
| 27   | 2022年10月19日 | ISBN 978-4-7986-2928-5                      | 2023年1月16日  | ISBN 978-626-347-840-4（首刷限定版）        |
| 28   | 2023年4月19日  | ISBN 978-4-7986-3164-6                      | 2023年8月31日  | ISBN 978-626-372-374-0（首刷限定版）        |
| 29   | 2023年10月19日 | ISBN 978-4-7986-3273-5                      | 2024年1月18日  | ISBN 978-626-020-639-0（首刷限定版）        |
| 30   | 2024年4月19日  | ISBN 978-4-7986-3540-8                      | 2024年9月16日  | ISBN 978-626-022-224-6                      |
| 30   | 2024年4月19日  | ISBN 978-4-7986-3527-9 （附廣播劇CD限定版） | 2024年9月16日  | ISBN 978-626-022-224-6                      |
| 31   | 2025年5月19日  | ISBN 978-4-7986-3697-9                      |                |                                             |
| 31   | 2025年5月19日  | ISBN 978-4-7986-3853-9 （附廣播劇CD限定版） |                |                                             |

### 漫畫版
於2016年10月27日決定在日本《月刊Comp Ace》2017年1月号開始連戴漫畫，由作畫。於2016年11月26日發售的日本角川書店雜誌《月刊Comp Ace》2017年1月號開始連載，兔塚英志負責人物原案。第1本單行本於2017年6月24日發售。
| 集數 | KADOKAWA       | KADOKAWA               | 東立出版社     | 東立出版社                          |
| 集數 | 發售日期       | ISBN                   | 發售日期       | ISBN/EAN                            |
| ---- | -------------- | ---------------------- | -------------- | ----------------------------------- |
| 1    | 2017年6月24日  | ISBN 978-4-04-105769-8 | 2018年5月28日  | EAN 471-094-555-556-0（首刷附錄版） |
| 1    | 2017年6月24日  | ISBN 978-4-04-105769-8 | 2018年5月28日  | ISBN 978-957-26-0791-6              |
| 2    | 2017年7月24日  | ISBN 978-4-04-106100-8 | 2018年12月7日  | ISBN 978-957-26-0792-3              |
| 3    | 2018年2月26日  | ISBN 978-4-04-106547-1 | 2019年7月25日  | ISBN 978-957-26-2180-6              |
| 4    | 2018年5月25日  | ISBN 978-4-04-107165-6 | 2020年1月16日  | ISBN 978-957-26-2181-3              |
| 5    | 2018年11月26日 | ISBN 978-4-04-107719-1 | 2020年7月13日  | ISBN 978-957-26-2182-0              |
| 6    | 2019年5月24日  | ISBN 978-4-04-108228-7 | 2020年11月12日 | ISBN 978-957-26-3472-1              |
| 7    | 2020年1月23日  | ISBN 978-4-04-109034-3 | 2021年6月28日  | ISBN 978-957-26-4863-6              |
| 8    | 2020年5月26日  | ISBN 978-4-04-109440-2 | 2023年3月30日  | ISBN 978-957-26-5343-2              |
| 9    | 2020年11月25日 | ISBN 978-4-04-109441-9 |                |                                     |
| 10   | 2021年5月26日  | ISBN 978-4-04-111351-6 |                |                                     |
| 11   | 2021年12月25日 | ISBN 978-4-04-112012-5 |                |                                     |
| 12   | 2022年7月26日  | ISBN 978-4-04-112698-1 |                |                                     |
| 13   | 2023年3月25日  | ISBN 978-4-04-112699-8 |                |                                     |
| 14   | 2023年10月26日 | ISBN 978-4-04-114354-4 |                |                                     |
| 15   | 2024年7月25日  | ISBN 978-4-04-115212-6 |                |                                     |
| 16   | 2024年12月25日 | ISBN 978-4-04-115839-5 |                |                                     |
| 17   | 2025年7月25日  | ISBN 978-4-04-116475-4 |                |                                     |

## 電視動畫

### 製作人員
- 原作：
- 導演：柳瀨雄之
- 人物原案：兔塚英志
- 劇本統籌、編劇：高橋奈津子
- 人物設定、總作畫監督：舛館俊秀、關口雅浩、西田美彌子
- 美術監督：柴田聰
- 色彩設計：渡邊亞紀
- 音效指導：伊藤巧
- 音樂、音樂製作：EXIT TUNES
- 動畫製作：PRODUCTION REED

### 主題曲
第1期
片頭曲《AnotherWorld》
作詞、作曲：島崎貴光，編曲：大久保薰，主唱：A應P
片尾曲
作詞、作曲：buzzG，編曲：小林康太
主唱：艾爾賽（內田真禮）、琳賽（福緒唯）、八重（赤崎千夏）、由美娜（高野麻里佳）、蘇西（山下七海）、翎（上坂堇）
- 各話主唱：艾爾賽（第1、5話）；琳賽（第2、11話）；八重（第3、9話）；由美娜（第4、8話）；蘇西（第6、10話）；翎（第7、12話）

第2期
片頭曲
作詞：，作曲、編曲：，主唱：Gemstone7
片尾曲
作詞、作曲、編曲：Yugo Ichikawa
主唱：艾爾賽（內田真禮）、琳賽（福緒唯）、八重（赤崎千夏）、由美娜（高野麻里佳）、蘇西（山下七海）、翎（上坂堇）、露西亞（高木美佑）、希爾德嘉（芹澤優）、櫻（久保田未夢）
- 第1~4話：由美娜（高野麻里佳）、艾爾賽（內田真禮）、琳賽（福緒唯）
- 第5~8話：由美娜（高野麻里佳）、艾爾賽（內田真禮）、琳賽（福緒唯）、八重（赤崎千夏）、蘇西（山下七海）、翎（上坂菫）
- 第9~12話：由美娜（高野麻里佳）、艾爾賽（內田真禮）、琳賽（福緒唯）、八重（赤崎千夏）、蘇西（山下七海）、翎（上坂菫）、露西亞（高木美佑）、希爾德嘉（芹澤優）、櫻（久保田未夢）

插入曲（第10話）
作詞：岩城由美，作曲：吉川慶

### 各話列表
| 話數   | 日文標題 | 中文標題                     | 劇本                | 分鏡       | 演出                                      | 作畫監督                                                                   | 總作畫監督                                                            | 首播日期       | 原作  |
| 第1季  | 第1季    | 第1季                        | 第1季               | 第1季      | 第1季                                     | 第1季                                                                      | 第1季                                                                 | 第1季          | 第1季 |
| ------ | -------- | ---------------------------- | ------------------- | ---------- | ----------------------------------------- | -------------------------------------------------------------------------- | --------------------------------------------------------------------- | -------------- | ----- |
| 第1章  |          | 醒來便是異世界。             | 高橋奈津子          | 柳瀨雄之   | 大藪恭平                                  | 關口雅浩                                                                   | 舛舘俊秀                                                              | 2017年 7月11日 | 第1卷 |
| 第2章  |          | 初游之地即遇武士。           | 渡邊大輔            | 日下直義   | 佐土原武之                                | 服部益實、Park Jae Seok 鈴木伸一、飯飼一幸                                 | 西田美彌子                                                            | 7月18日        | 第1卷 |
| 第3章  |          | 將棋盤與地下遺蹟。           | 高橋奈津子          | 橫山彰利   | 日下直義                                  | 西田美彌子、出口花穗                                                       | 舛館俊秀                                                              | 7月25日        | 第1卷 |
| 第4章  |          | 婚約與倒貼。                 | 渡邊大輔            | 大藪恭平   | 關大                                      | Kim Yong Sik Choi In Sub、Lee Zio Park E Ri、Lee Juhyeon                   | 西田美彌子                                                            | 8月1日         | 第1卷 |
| 第5章  |          | 史萊姆城堡與新機能。         | 高橋奈津子          | 柳瀨雄之   | 大藪恭平                                  | 關口雅浩                                                                   | 舛館俊秀                                                              | 8月8日         | 第2卷 |
| 第6章  |          | 搬家與龍。                   | 大久保昌弘          | 大久保富彥 | 大久保富彥                                | 西田美彌子、出口花穗                                                       | 西田美彌子                                                            | 8月15日        | 第2卷 |
| 第7章  |          | 獸人國與監視者。             | 渡邊大輔            | 大藪恭平   | 土屋浩幸                                  | 永井泰平、服部益實                                                         | 舛館俊秀                                                              | 8月22日        | 第2卷 |
| 第8章  |          | 優雅日常與奔赴伊榭。         | 高橋奈津子          | 羽原久美子 | 鈴木芳成 兒谷直樹                         | Park E Ri、Choi In Seop Seo Seunghye                                       | 西田美彌子                                                            | 8月29日        | 第2卷 |
| 第9章  |          | 江滬與不死寶玉。             | 篠澤侑斗 高橋奈津子 | 大藪恭平   | 大藪恭平                                  | 關口雅浩                                                                   | 舛館俊秀 關口雅浩                                                     | 9月5日         | 第3卷 |
| 第10章 |          | 大海與度假。                 | 篠澤侑斗 高橋奈津子 | 大久保富彥 | 大久保富彥                                | 西田美彌子、出口花穗                                                       | 西田美彌子                                                            | 9月12日        | 第3卷 |
| 第11章 |          | 內褲與空中庭園。             | 大久保昌弘          | 大石美繪   | 村山靖                                    | 永井泰平、服部益實 泉保良輔                                                | 舛舘俊秀 關口雅浩                                                     | 9月19日        | 第3卷 |
| 第12章 |          | 決斷與智能手機。             | 高橋奈津子          | 柳瀨雄之   | 柳瀨雄之                                  | 西田美彌子、關口雅浩 出口花穗                                              | 西田美彌子、關口雅浩 出口花穗                                         | 9月26日        | 第3卷 |
| 第2季  |          |                              |                     |            |                                           |                                                                            |                                                                       |                |       |
| 第1章  |          | 結婚戒指與溫泉。             | 赤尾凸              | 岩崎良明   | 福元信一                                  | 宇井川真明、青沼光                                                         | 龜山千夏                                                              | 2023年 4月3日  | 第4卷 |
| 第2章  |          | 沙漠遇難者與『工房』。       | 赤尾凸              | 釘宮洋     |                                           | 張北平、關鵬、劉軍、徐闖 陳潔瓊、周佩明、鄭鎽、胡建                        | 藤井昌宏、龜山千夏                                                    | 4月10日        | 第4卷 |
| 第3章  |          | 收集書本與咖啡廳。           | 赤尾凸              | 增田敏彥   | 金澤由季                                  | 手岛勇人、关鹏 周佩明、南原孝衣子、刘军                                    | 龜山千夏                                                              | 4月17日        | 第4卷 |
| 第4章  |          | 帝都動亂與帝國公主。         |                     | 增田敏彥   | 山口勇                                    | 申成旼、金峰德、金賢瓊                                                     | 藤井昌宏                                                              | 4月24日        | 第4卷 |
| 第5章  |          | 第五個人與建國。             | 和場明子            | 釘宮洋     | 福元信一                                  | 宇井川真明、青沼光 张北平、刘军 陈洁琼、郑鎽、胡建                         | 龟山千夏                                                              | 5月1日         | 第5卷 |
| 第6章  |          | 「鍊金樓」與意想不到的再會。 | 赤尾凸              | 釘宮洋     | 金澤由季                                  | 關鵬、劉軍 陈洁琼、郑鎽、胡建                                              | 藤井昌宏、龟山千夏                                                    | 5月8日         | 第5卷 |
| 第7章  |          | 「整備庫」與福雷姆基亞。     | 和場明子            | 渡邊慎一   | 山口勇                                    | 和田祐二、Shin Eun-ah Ahn Min-mi、Yu Hye-jeong Lee Seong-jin、Baek Yeon-ju | 龟山千夏                                                              | 5月15日        | 第6卷 |
| 第8章  |          | 兩位王子與小小未婚妻。       | 和場明子            | 大宙征基   | 菱川直樹                                  | 和田祐二、關鵬、陳潔瓊 南原孝衣子、劉軍                                    | 藤井昌宏                                                              | 5月22日        | 第6卷 |
| 第9章  |          | 假日約會與女騎士。           |                     | 增田敏彥   | 友田政晴                                  | 和田祐二、陳潔瓊、周佩明 徐闖、劉軍、韓強                                  | 龜山千夏                                                              | 5月29日        | 第6卷 |
| 第10章 |          | 失憶與石化的魔眼。           | 殿勝秀樹            | 殿勝秀樹   | 和田祐二、劉軍、徐闖 關鵬、鄭鎽、手島勇人 | 藤井昌宏                                                                   | 6月5日                                                                |                | 第6卷 |
| 第11章 |          | 異世界的姐姐與心跳初戀。     | 赤尾凸              | 增田敏彥   | 粟井重紀                                  | 藤井昌宏                                                                   | 和田祐二、南原孝衣子 劉軍、徐闖、關鵬 韓強、周佩明、楊彤琤 黃華、周婧 | 6月12日        | 第7卷 |
| 第12章 |          | 王子誕生和與智慧型手機同在。 | 赤尾凸              | 岩崎良明   | 福元信一                                  | 青沼光、田守憂希 徐闖、劉軍、韓強                                          | 龜山千夏                                                              | 6月19日        | 第7卷 |

### BD&DVD
| 卷數 | 發行日期      | 收錄話數       | 規格編號   | 規格編號   |
| 卷數 | 發行日期      | 收錄話數       | BD         | DVD        |
| ---- | ------------- | -------------- | ---------- | ---------- |
| 1    | 2017年9月20日 | 第1話－第3話   | QWXE-20001 | QWBE-20001 |
| 2    | 2017年10月4日 | 第4話－第6話   | QWXE-20002 | QWBE-20002 |
| 3    | 2017年11月1日 | 第7話－第9話   | QWXE-20003 | QWBE-20003 |
| 4    | 2017年12月6日 | 第10話－第12話 | QWXE-20004 | QWBE-20004 |

### 播放電視台
海外首播。香港Animax台，自2018年5月9日起，逢星期三至星期四，傍晚八時到九時播放。台灣Animax同年月十九日起，每日晚上九時半至十時，2019年4月2日開始每日晚上七點半首播台灣配音。

## 迴響
該作品在成為小說家吧網站上的瀏覽次數超過1億次。

## 資料來源
註解
1. ↑  史萊姆城堡為第二卷插劇

來源
1. 1 2  . Crunchyroll. 2017-03-21  [2019-01-27]. （原始内容存档于2019-08-07）.
2. ↑  . Crunchyroll.   [2018-03-20]. （原始内容存档于2018-03-20） （英语）.
3. ↑  . 成為小說家吧. 2015-03-31  [2017-01-04] （日语）.
4. ↑  Web版第315話，「デストロイ、そして精霊王。」
5. ↑  異世界的吸血鬼有些不怕太陽、十字架和銀製品，也喜歡吃大蒜料理，同時吸血也不會讓被吸血的人也變成吸血鬼。
6. ↑  公會總長可以選擇任何一個分部當作自己的據點，並擔任當地分部的分部長，而不是被貶官。
7. ↑  弗雷茲之間可同性結婚與生子。
8. ↑  在過去某些部落是在成人儀式時，用來測試膽量的料理。
9. ↑  據冬夜描述，辣度級別屬於拷問級。
10. ↑  本人表示在玉龍毀滅後就有這個想法。
11. ↑  全名為「亞瑟·艾爾涅斯·貝爾法斯特」，為貝爾法斯特國王和由美娜1000多年前的先祖。
12. ↑  . 東立出版社.   [2022-04-01]. （原始内容存档于2022-04-01）.
13. ↑  . BookLive.   [2022-04-01]. （原始内容存档于2021-12-17） （日语）.
14. ↑  https://twitter.com/HJbunko/status/1761716605422379048
15. ↑  . ln-news.com . 2016-10-27  [2016-12-29]. （原始内容存档于2020-02-05） （日语）.
16. ↑  . natalie. 2016年11月26日  [2016年12月28日]. （原始内容存档于2020年4月13日） （日语）.
17. ↑  . 東立出版社.   [2022-04-01].
18. ↑  . 日本亞馬遜.   [2017年7月22日]. （原始内容存档于2021年7月3日） （日语）.
19. ↑  . 日本亞馬遜.   [2017年8月6日]. （原始内容存档于2020年4月13日） （日语）.
20. ↑  . カドカワストア KADOKAWA公式.   [2018-02-22]. （原始内容存档于2022-03-08） （日语）.
21. ↑  . カドカワストア KADOKAWA公式.   [2018-11-04]. （原始内容存档于2022-03-08） （日语）.
22. 1 2  . animate Times. 2017-05-23  [2017-05-23]. （原始内容存档于2022-06-02） （日语）.

## 外部連結
- 《帶著智慧型手機闖蕩異世界。》 HJ小說 （页面存档备份，存于） （日語）
- 《帶著智慧型手機闖蕩異世界。》（「成為小說家吧」網上連載） （日語）
- 《帶著智慧型手機闖蕩異世界。》月刊Comp Ace漫畫介紹 （页面存档备份，存于） （日語）
- 《帶著智慧型手機闖蕩異世界。》電視動畫官方网站 （页面存档备份，存于） （日語）
- 《帶著智慧型手機闖蕩異世界。》電視動畫官方的X（前Twitter） （日語）
- 東立版小說帶著智慧型手機闖蕩異世界。試閱系列：5卷試閱 （页面存档备份，存于）、6卷試閱 （页面存档备份，存于）、7卷試閱 （页面存档备份，存于）、9卷試閱 （页面存档备份，存于）、10卷試閱 （页面存档备份，存于）、11卷試閱 （页面存档备份，存于）、12卷試閱 （页面存档备份，存于）、13卷試閱 （页面存档备份，存于）、14卷試閱 （页面存档备份，存于）、
- YouTube上的《帶著智慧型手機闖蕩異世界。》電視動畫官方頻道 （日語）